# Isztambul
Isztambul (törökül: İstanbul, görögül: Κωνσταντινούπολις / Konsztantinúpolisz, régiesen Sztambul, előző történelmi nevein Bizánc vagy Konstantinápoly) 15 milliós agglomerációs lakosságával (2017) a Föld egyik legnépesebb, és Törökország 
legnépesebb települése. Törökország kulturális, művészeti és gazdasági központja, illetve 1923-ig fővárosa, jelenleg İstanbul tartomány székhelye, melynek határai megegyezenek a városéval.
A város a Boszporusz és a Márvány-tenger két oldalán terül el, s területileg ugyan csak kisebb része van Európában, mégis európai városnak tartják. Különleges fekvése, római kori, bizánci és oszmán építészeti emlékei, valamint a múzeumaiban és palotáiban fellelhető művészi alkotások révén a turisták kedvelt úticéljává lett.

## Történelem

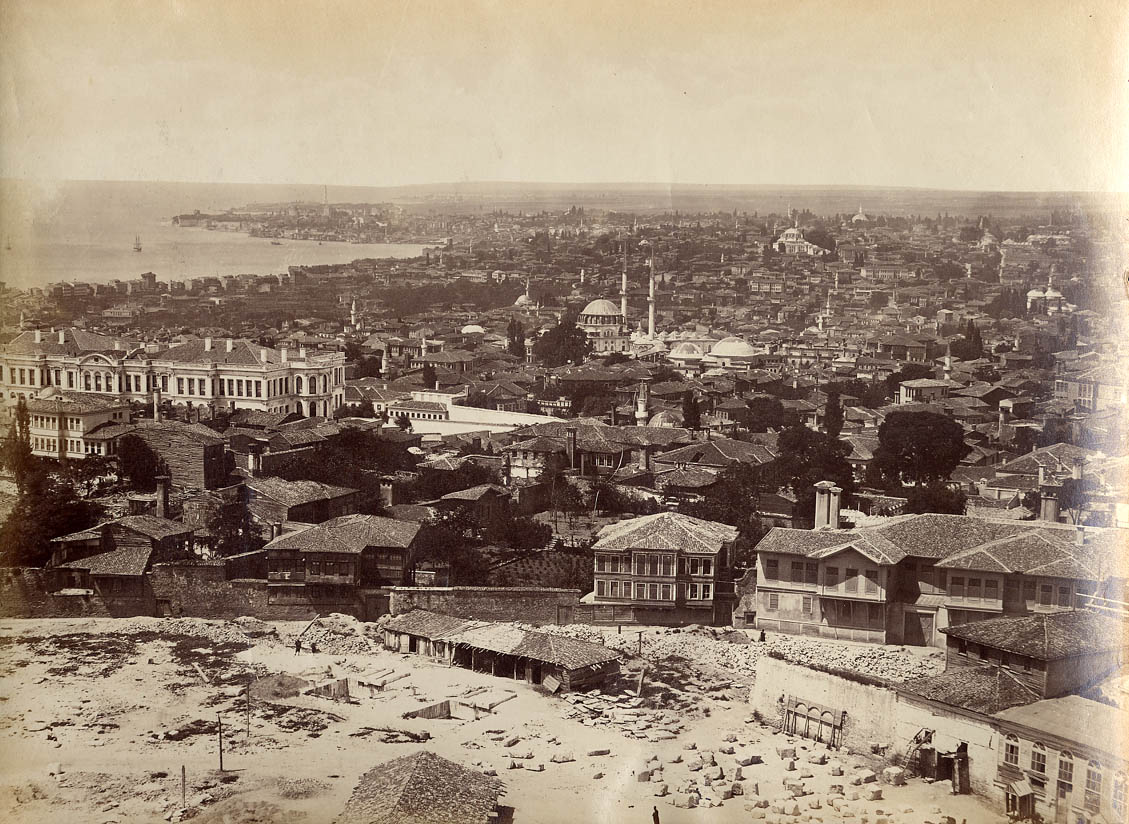
Isztambul 1890 körül

A város ősét, Büzantiont a megarai görögök alapították meg Büzasz vezetésével i. e. 667-ben, poliszuk gyarmatvárosaként. A terület i. e. 64-ben római uralom alá került, s a város nevét ekkor Byzantiumra latinosították. A települést Nagy Konstantin császár hat évig tartó munkálatokkal átépítette, majd 330-ban Nova Roma (Új Róma) néven az ország fővárosává tette. A régi-új város ehelyett azonban Konstantinápoly (Konsztantinopolisz, Konstantin városa) néven vált ismertté. A birodalom 395-ös kettéválása után a fokozatosan elgörögösödő Bizánci Birodalom központja, kereskedelmi gócpont; Miklagard (óészaki) néven még a varégok előtt is ismert. 626-ban az egyesült arab-perzsa haderő sem tudta bevenni falait. A kereszténység elterjedésével az öt eredeti patriárhátusi székhely egyikévé, majd az 1054-es egyházszakadással az ortodox egyház központjává válik, s az is marad egészen a város török általi, 1453-as bevételéig. A törökök átvették az eredeti nevet Konsztantinije formában, s a görög Sztanbulin elnevezést is Iszlambolként; mindkét változat használttá vált a hivatalos iratokban, s az is maradt egészen az Oszmán Birodalom összeomlásáig (1923). Ez idő alatt török fővárosként gyarapodott; ezen rangját azonban a köztársaság kikiáltásával elvesztette: az állam Ankarába tette át székhelyét. Atatürk 1928-as rendelete alapján kapta hivatalosan az Istanbul nevet.
A fővárosi rang elvesztése után Isztambul egy időre megrekedt a fejlődésben, s csak az 1950-es években indult változásnak. Idővel a városban is mindinkább felszínre kerültek az etnikai és vallási konfliktusok, s az 1955-ös, Beyoğlu negyedbeli zavargás nyomán a város eredetét jelző görögség veleje emigrált. A 60-as években – Adnan Menderes kormányzása alatt – kiterjedt ipar- és infrastruktúra-fejlesztést hajtottak végre, az építkezések azonban nem egyszer történelmi emlékek pusztulásával jártak. Az 1970-es évektől a lakosság gyors növekedése figyelhető meg: Anatóliából sokan költöztek be a városba munkát keresve.
Isztambul ma Törökország kulturális és gazdasági életének a központja, évi 133 milliárd dolláros bevételével a világ 34. leggazdagabb városa, 2010-ben Európa kulturális fővárosa (Pécs és Essen mellett).
2009 januárjában, a Marmaray alagút építése közben olyan leletekre bukkantak, amelyek alapján a régészek kijelentették, hogy Isztambul – amiről eddig azt hitték, hogy körülbelül 2000 éves – valójában már 8000 évvel ezelőtt is lakott terület volt. Egy település épületeinek nyomára bukkantak, valamint feltárták egy 8000 évvel ezelőtti négytagú család sírját is.

## Zászlaja
A város zászlaját 1969-ben egy versenyen terveztették meg. A versenyt Metin Edremit nyerte, és a zászlóképért 18 000 török lírát kapott. A zászló alsó része a Boszporuszt szimbolizálja, mely kettévágja a várost, ugyanakkor összeköti a két kontinenst. Mindkét oldalon a városfalat stilizálja az ábra. A tornyok Isztambul híres mecseteinek minaretjeit ábrázolják. A hét háromszög a kép közepén a hét dombot jelképezi, amelyekre Isztambul épült.

## Önkormányzat és közigazgatás

Isztambul közigazgatási egységei

Isztambul független önkormányzattal rendelkező város (Büyükşehir Belediyesi), melynek 39 kerülete (szemt) van. Ebből 27 rendelkezik olyan kerületi önkormányzattal, amely a városi önkormányzatnak van alárendelve. A kerületi polgármestereket ötévenként választják, a kerületi képviselők egy ötöde pedig a Városi Képviselőtestületben (Meclis) képviseli saját kerületét. A kerületi önkormányzatok felelősek a közterületfenntartásért és az építési engedélyek kiadásáért, és saját költségvetéssel rendelkeznek. Sultanbeyli önkormányzata nem tartozik az isztambuli városi önkormányzathoz, bár a város közvetlen szomszédságában fekszik, és nem hivatalosan kerületként tartják számon. Független önkormányzattal négy külső fekvésű kerület rendelkezik: Büyükçekmece, Çatalca, Silivri és Şile. Isztambul főpolgármestere 2004 és 2017 között Kadir Topbaş (1945–2021), 2017 és 2019 között Mevlüt Uysal volt. 2019 óta Ekrem İmamoğlu.
Isztambul agglomerációjához 17 falu tartozik, minden, 2000 főnél nagyobb lakosságú falunak illetve kisvárosnak lehet saját önkormányzata (ezt a tartomány kormányzója hagyja jóvá). Törökországban a tartományok ilcsékre (körzetekre) oszlanak, a körzeti központ is jogosult saját önkormányzathoz, függetlenül a lakosok számától. Mivel Isztambul tartománya teljes egészében maga a város, így a körzeti központok gyakran egybe esnek az egyes kerületi központokkal. Az Isztambuli Városi Önkormányzathoz tartozó 17 falusi önkormányzat (belde belediyesi) a következő: Alemdağ, Arnavutköy, Bahçeköy, Bahçeköy körzetébe tartozó települések, Boğazköy, Bolluca, Çavuşbaşı, Çekmeköy, Göktürk, Haracci, Orhanlı, Ömerli, Samandıra, Sarıgazi, Sultançiftliği, Taşoluk és Yenidoğan.
2008 februárjában Isztambul Eminönü kerületét megszüntették, és létrehoztak nyolc további kerületet, ezek:
- Arnavutköy
- Ataşehir
- Başakşehir
- Beylikdüzü
- Çekmeköy
- Esenyurt
- Sancaktepe
- Sultangazi

## Demográfiai adatok

Isztambul népességének változása

Isztambul lakosainak száma a 2000-es népszámláláskor 8,8 millió fő volt, 2005-ben pedig 11 millióra becsülték. A 2006-os népszámlálás adatai szerint 11 174 270 fő, a 2007-es népszámlálási adatok szerint pedig 12 573 836 fő (Törökország lakosságának 17,8%-a) él itt, amivel Európa legnagyobb városának számít. A lakosság száma évente átlagosan 3,45%-kal nő, leginkább a környékbeli vidékekről a városba települőknek köszönhetően. A 100 kilométer átmérőjű város népsűrűsége 2420 fő/km², ami jóval magasabb a törökországi átlagnál (92 fő/km²), és a legmagasabb az országban. A lakosság várható élettartama férfiaknál 69, a nőknél 71 év.
Az ENSZ 2016-os becslése alapján a város lakossága 2030-ban 19 092 000 fő lehet.
A Török Statisztikai Hivatal (TÜIK) adatai szerint a 2000-es évben több mint egymillió ember költözött Törökország más részeiről Isztambulba, az ide települtek nagy része férfi. A város önkormányzatának reprezentatív felmérése alapján a legtöbben a Fekete-tengeri régióból és a Kelet-anatóliai régióból érkeztek, pontosabban Sivasból, Trabzonból, Rizéből, Giresunból és Erzurum környékéről. A lakosság 62%-a nem Isztambulban született.
Isztambulban 1997-ben a lakosság 8,1%-a volt írástudatlan (a férfiak 4,4%-a, a nők 12%-a), 43%-a rendelkezett csupán általános iskolai végzettséggel, 13,6%-a középiskola végzettséggel, 6,5%-a volt felsőfokú végzettségű és 1,1%-ának volt doktori diplomája.
A munkanélküliség 15% körül mozog, a lakosság legnagyobb részét a magánszektorban foglalkoztatják, 1% dolgozik állami hivatalokban. Törökország munkaerejének 30%-a Isztambulban dolgozik. A munkaerő több mint fele a tercier szektorban (szolgáltatás) áll alkalmazásban, 32% dolgozik az iparban, 8% a mezőgazdaságban, 6% az építőiparban.

### Kisebbségek
Isztambul – történelmi távlatokban is – kozmopolita, lakossága mindig is sokféle nemzetiségből állt össze és vallásilag sem volt egységes. 1900-ban a város lakóinak alig 50%-a volt muszlim. A nem török lakosság, illetve a nem muszlim lakosság aránya ugyanakkor ma elenyésző, egyrészt a törökök betelepülése, másrészt a kisebbségiek kivándorlása miatt. A városban az alapítás óta jelenlevő görögök nagy része az 1950-es években, az ellenük irányuló zavargások nyomán távozott; a középkorban idetelepült olaszok pedig az Oszmán Birodalomban élvezett kereskedelmi előjogaik megnyirbálása okán hagyták el Isztambult. Isztambulban négy fő kisebbség él, örmények (45 000 fő), zsidók (22 000 fő), görögök (4 000 fő) és keresztény szírek. Mivel a török törvények értelmében a népszámláláskor a vallási és nemzetiségi hovatartozásra vonatkozó részeket az állampolgár nem köteles kitölteni, az adatok csupán becslések. Isztambulban 2007-ben 42 000 külföldi élt.

### Bűnözés
Az Isztambulban előforduló bűnesetek többsége nem erőszakos cselekmény, legtöbbjük bolti lopás vagy zsebtolvajlás; utóbbiak is inkább csak a turisták által leglátogatottabb részeken. A fegyveres rablások és a bántalmazások száma lényegesen kevesebb. A közlekedési morál hírhedten alacsony.
A merényletek gyakorisága nem nagyobb, mint általában az európai városokban; a célpontok legtöbbször külföldi tulajdonú épületek. 2003-ban egy az al-Kaídával összefüggésbe hozott csoport robbantott a brit nagykövetségnél, a HBSC Bank épületében, továbbá két zsinagógában is.

## Földrajza
A város a Boszporusz és a Márvány-tenger partja mentén terül el, körbeölelve az Aranyszarv-öblöt (törökül Haliç), ami természetes kikötő. Területileg nagyobb része az ázsiai oldalon fekszik.

### Éghajlat
Isztambul éghajlata mérsékelt. Hosszú, meleg és párás nyár és hűvös, csapadékos tél jellemzi. A jellemző átlagos hőmérséklet augusztusban 28 °C. A csapadék a nyári hónapokban 34–48 mm körül, havi 5 esős nappal. Az évi csapadékmennyiség 844 mm, a páratartalom egész évben magas. A téli hónapok átlaghőmérséklete 3–8 °C között mozog, november és április között havazás is előfordulhat. Az eddigi legmagasabb hőmérsékletet (40,5 °C) 2000. július 12-én regisztrálták. Az eddigi legalacsonyabb hőmérsékletet (−16,1 °C) 1927. február 9-én mérték.
| Hónap                         | Jan.  | Feb.  | Már. | Ápr. | Máj. | Jún. | Júl. | Aug. | Szep. | Okt. | Nov. | Dec.  | Év    |
| ----------------------------- | ----- | ----- | ---- | ---- | ---- | ---- | ---- | ---- | ----- | ---- | ---- | ----- | ----- |
| Rekord max. hőmérséklet (°C)  | 18,3  | 24,0  | 26,2 | 32,9 | 33,0 | 40,2 | 40,5 | 38,8 | 33,6  | 34,2 | 27,2 | 21,2  | 40,5  |
| Átlagos max. hőmérséklet (°C) | 8,7   | 9,1   | 11,2 | 16,5 | 21,4 | 26,0 | 28,4 | 28,5 | 25,0  | 20,1 | 15,3 | 11,1  | 18,5  |
| Átlaghőmérséklet (°C)         | 5,8   | 5,9   | 7,6  | 12,1 | 16,7 | 21,0 | 23,4 | 23,6 | 20,2  | 16,0 | 11,9 | 8,2   | 14,4  |
| Átlagos min. hőmérséklet (°C) | 2,9   | 2,8   | 3,9  | 7,7  | 12,0 | 16,0 | 18,5 | 18,7 | 15,5  | 12,0 | 8,5  | 5,3   | 10,4  |
| Rekord min. hőmérséklet (°C)  | −10,4 | −16,1 | −7,0 | −0,6 | 3,6  | 8,0  | 10,5 | 8,2  | 5,2   | 1,0  | −7,0 | −11,0 | −16,1 |
| Átl. csapadékmennyiség (mm)   | 98    | 80    | 70   | 46   | 36   | 34   | 39   | 48   | 61    | 97   | 111  | 124   | 844   |
| Napi napsütéses órák száma    | 3     | 3     | 4    | 7    | 9    | 11   | 12   | 11   | 9     | 6    | 5    | 2     | 7     |
| Forrás:                       |       |       |      |      |      |      |      |      |       |      |      |       |       |

### Geológia

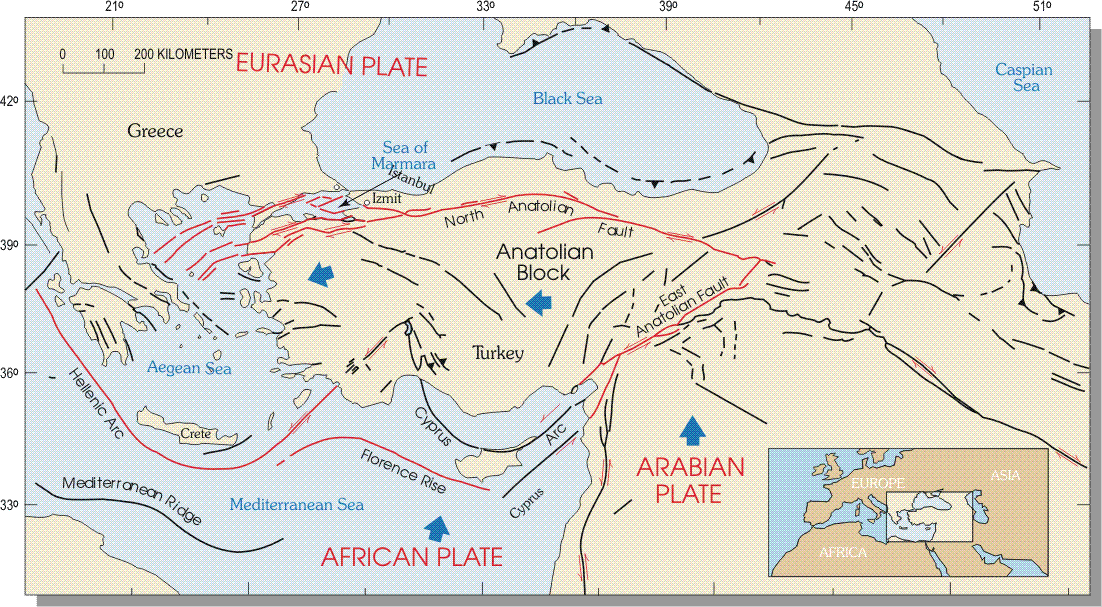
Törökország tektonikai térképe

Isztambul az Észak-Anatóliai-törésvonal mentén fekszik, így a városban gyakoriak a földmozgások; hevesebb földrengések néhány évente pattannak ki. Isztambul környékére a következő 10-20 éven belül a Richter-skálán 7,0-s erősségű földrengést jeleznek előre a kutatók. A Márvány-tenger közelsége miatt cunami kialakulására is számítani lehet. Az építkezési mód jellemzően nem földrengésbiztos, s ez alkalomadtán akár súlyos emberáldozatokkal is járhat.
Az eddigi egyik legnagyobb rengés 1509-ben történt: ezt cunami kísérte, amely átcsapott a városfalakon, több mint 100 mecsetet rombolva le és 10 000 ember életét oltva ki. 1766-ban az Eyüp mecset, 1894-ben pedig a Fedett Bazár omlott össze a földrengés miatt. A földmozgások magát a Hagia Sophiát is több esetben megrongálták.

## Gazdasága

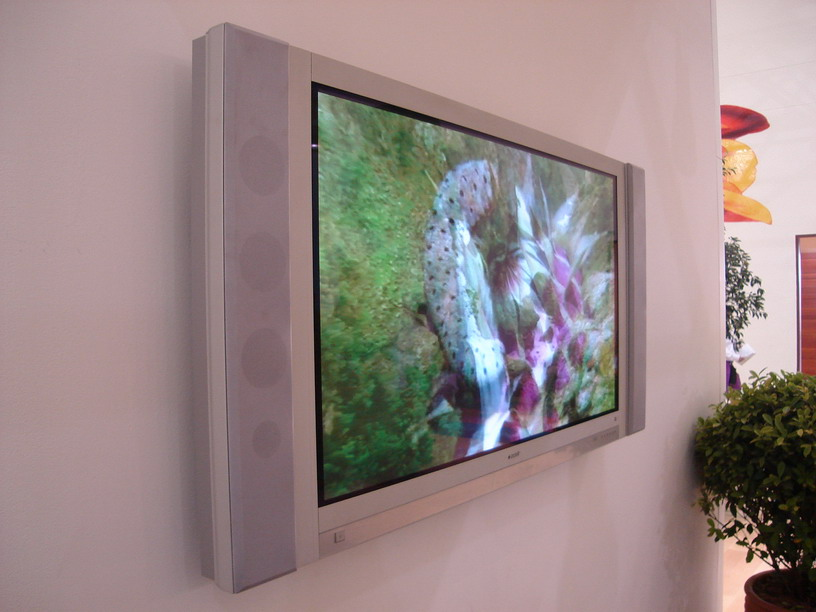
Arçelik televízió; az isztambuli központú cég háztartási gépeket és szórakoztatóelektonikai termékeket gyárt

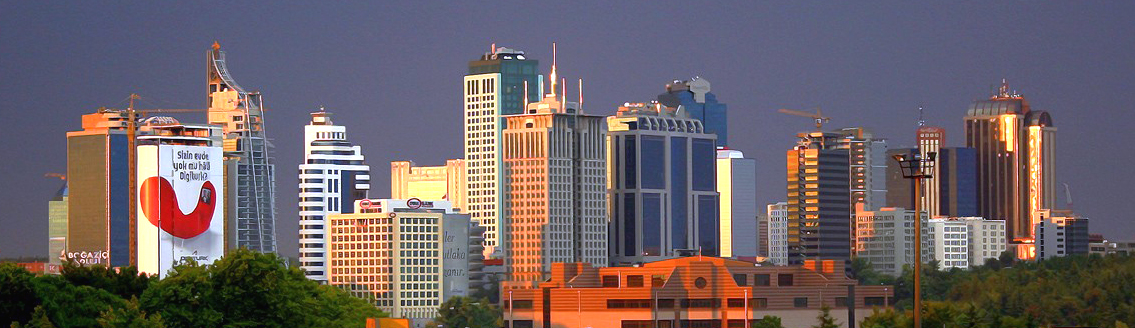
Maslak felhőkarcolói: a város pénzügyi-gazdasági központja

Isztambul Törökország gazdasági központja, és legfejlettebb városa. Az ország ipari termelésének kb. 45%-át adja, mindemellett az ország a legfontosabb export- és importközpontja és tengeri kikötője. Jelentős a nehézipara, foglalkoznak itt autógyártással, hajógyártással, cementgyártással, jelentős az üvegipara, textil- , gumi- és bőripara. A PricewaterhouseCoopers tanulmánya szerint Isztambul gazdaságának mérete és az ebből származó éves 133 milliárd dolláros bevétele magasabb, mint 127 országé a világon, beleértve kilenc Európai Uniós országot is. A tanulmány előrejelzései szerint 2020-ra Isztambul lehet a világ leggazdagabb 30 városának egyike. A 15 milliós nagyváros egyben az ország pénzügyi és kereskedelmi központja is, a pénzügyi élet Levent felhőkarcolókkal tarkított negyedében zajlik.
A Forbes magazin szerint Isztambulban 35 milliárdos lakik (2008 márciusában), amivel a város negyedik a világon Moszkva (74 milliárdos), New York (71) és London (36) mögött, megelőzve többek között Hongkongot, Los Angelest, Mumbait, San Franciscót, Dallast és Tokiót. 2007-ben a városban még csak 25 ennyire dúsgazdag török élt. 2005-ben Isztambul 133 milliárd dolláros GDP-vel bírt, amivel a világon a 34. helyet foglalta el a városok között.
2005-ben az isztambuli cégek 41 milliárd 397 millió dollár értékű exportot és 69 milliárd 883 millió dollár értékű importot bonyolítottak le, ami országos viszonylatban 56,6% illetve 60,2%-nak felel meg. 2006-ban az export 16,1%-kal, az import pedig 17,6%-kal nőtt, utóbbi oka a város megnövekedett energia- és nyersanyagszükséglete.
Az első bankokat az 1800-as években alapították, és az Oszmán Birodalomban a pénzverés is itt történt. A török bankok, mint például a Garanti Bank vagy az Akbank központjai általában Isztambulban találhatók, és szinte minden nagy külföldi bank képviselteti itt magát, a török kormány pedig nemrég úgy döntött, hogy a Török Központi Bank és számos más állami bank székhelyét is ide telepíti át, mivel Isztambul az ország gazdaságának szíve. Az Isztambuli tőzsde (ISE) az ország egyetlen hivatalosan elismert tőzsdéje.
Az 1990-es években Isztambul gazdasági növekedése megállt, az 1997-es távol-keleti és az 1998-as orosz pénzügyi válság áttételes következményeként. 1999-ben a Kocaeli központú földrengés hatalmas károkat okozott a városban; a természeti csapás nyomán a GDP 2%-kal csökkent. Az utóbbi években a város ismét fejlődésnek indult.
A Brookings Institution beszámolója szerint Isztambul a 2008-ban kirobbant gazdasági világválságból leggyorsabban magához térő nagyváros a világon, megelőzve Sencsent, Limát és Szingapúrt.

## Városkép

### Építészet

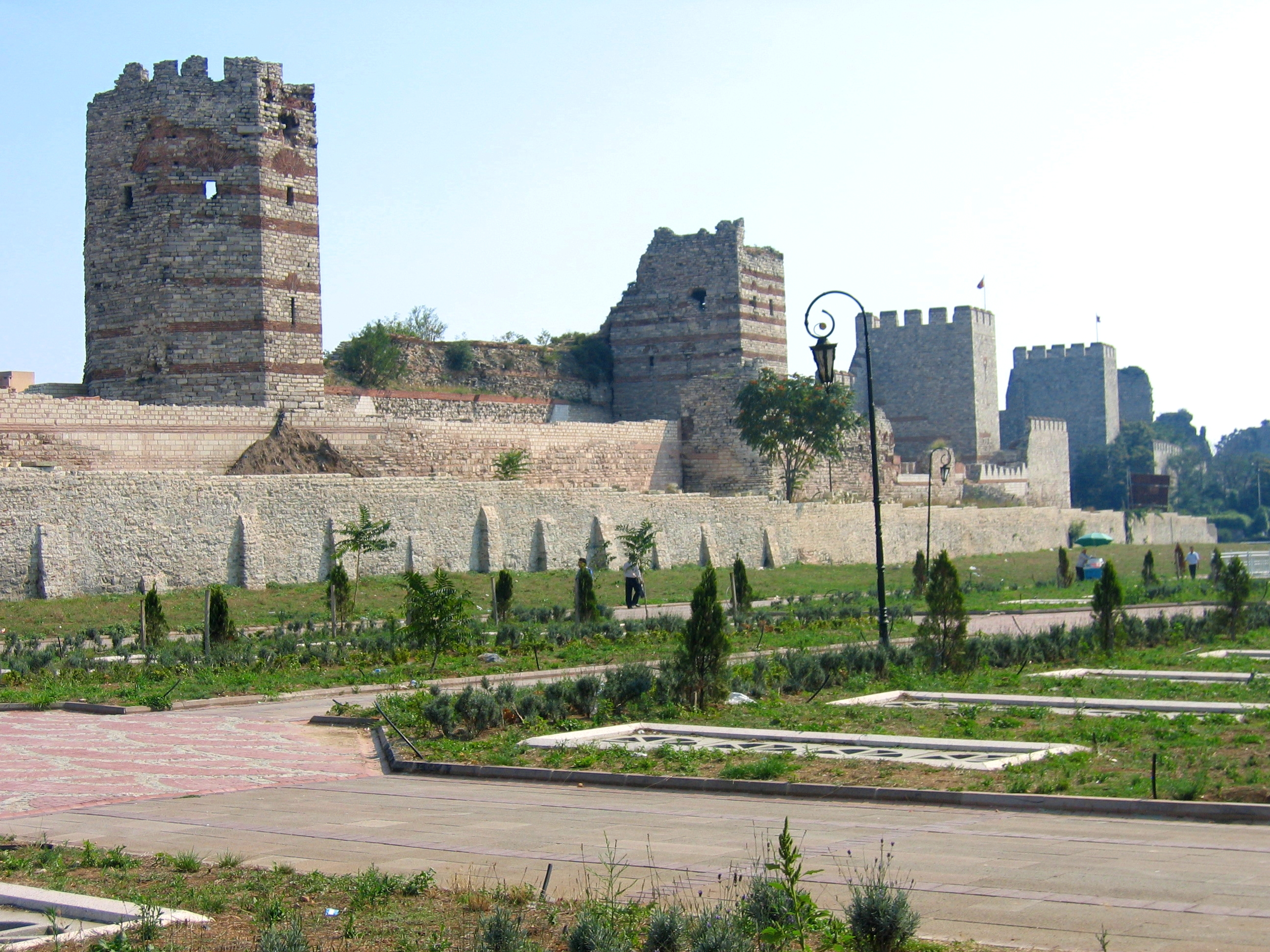
Az egykori Konstantinápolyt védő fal maradványai

Isztambul építészeti szempontból is magán viseli történelmének és etnikumainak sokszínűségét. A városban rengeteg mecsetet, templomot, zsinagógát, palotát, várat és tornyot csodálhat meg a látogató. Isztambul bővelkedik ókori görög, római, bizánci és oszmán épületekben, emlékművekben, különösen igaz ez a város európai oldalára. Olyan, szerte a világon ismert épületek állnak itt, mint a Hagia Szophia székesegyház, a Kék mecset, a Dolmabahçe palota, a Kız Kulesi, ahol a görög mitológiában Héró és Leandrosz találkozott. Az olasz kereskedők által 1348-ban építtetett Galata-toronyból pazar kilátás nyílik az Aranyszarv-öbölre. Megcsodálhatunk barokk és rokokó stílusban épült dzsámikat, és az İstiklal sugárút Art Nouveau épületeiben vásárolhatunk.

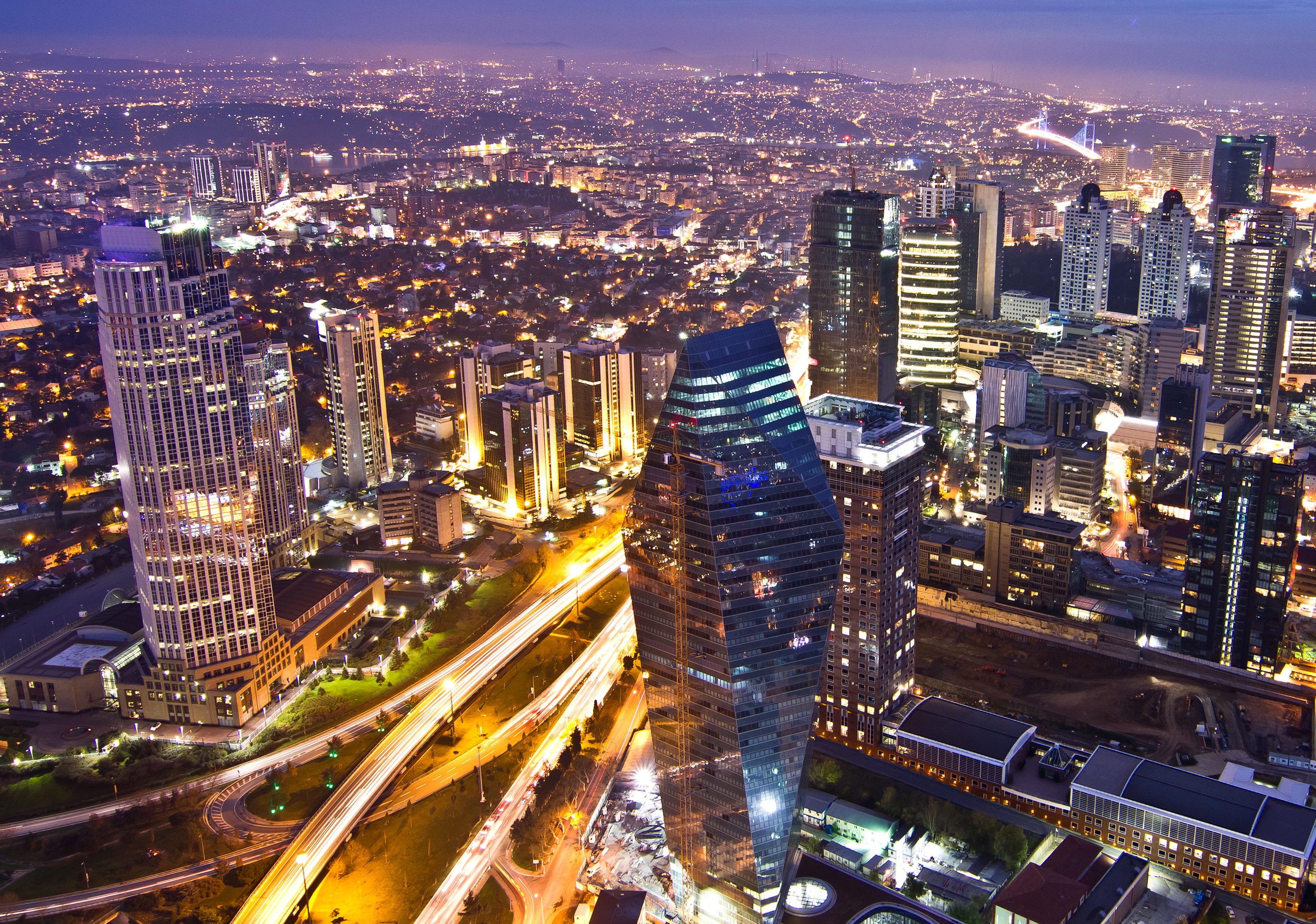
Levent

### A modern Isztambul
A város képe folyamatosan változik, fejlődik. A görög, római és bizánci időkben Isztambul nagyrészt a mai európai oldalt jelentette, és csupán az ázsiai oldal egy kis szeglete tartozott hozzá, de ezek is inkább számítottak különálló városoknak (Chryopolis és Khalkédón; a mai Üsküdar és Kadıköy negyedek). A régi Konstantinápoly a mai Isztambulnak csupán egy töredéke.
Az 1800-as évek elején a galatai városfalat lebontották, hogy a város terjeszkedhessen, csak a Galata-torony maradt meg belőle. Az új kerületek közé tartozik Beşiktaş, Şişli és Nişantaşı is.
Isztambul gyors növekedését ellensúlyozandó, számos magas épületet emeltek a város több pontján, a környező kisvárosok és falvak pedig beleolvadtak az egyre terjeszkedő nagyvárosba. A legmagasabb irodaházak és lakóépületek Levent, Maslak és Etiler kerületekben találhatóak, a Július 15. vértanúinak hídja és a Győzedelmes Mehmed szultán híd között. Levent és Etiler számos kiváló bevásárlóközponttal büszkélkedhet, mint például a több díjat nyert Akmerkez, a Kanyon Shopping Mall, a Metrocity, a Mayardom vagy a Mayadrom Uptown. Törökország legnagyobb cégeinek és bankjainak székhelye is ezekben a negyedekben van.
A 20. század második felében az addig csendes, főként nyári lakokkal és hatalmas fenyvesekkel rendelkező ázsiai oldalon ugrásszerű urbanizáció ment végbe. Itt épült meg a 6 km hosszú, elegáns Bağdat sugárút, ahol neves éttermek, márkás üzletek találhatóak. Mivel az 1960-as évekig ez a rész tulajdonképpen szinte lakatlan volt, könnyebb volt az infrastruktúra kiépítése, és a várostervezés is beláthatóbb lett. A terület igazi fejlődése az E5-ös ankarai autópálya megnyújtásának köszönhető. A fejlődéshez hozzájárult a kényszer is: egyre többen települtek be (és települnek ma is) az ország anatóliai régióiból Isztambulba. Ma a város ⅓-a az ázsiai oldalon lakik.
A város gyors növekedésének, a migrációnak egy árnyoldala is született: az 1940-es évek óta megszaporodtak az úgynevezett gedzsekondu (gecekondu) épületek, ami törökül szó szerint azt jelenti, egy éjszaka alatt épült. Ezeket a lakóházakat sebtében, szakember segítsége és engedély nélkül húzzák fel, gyakran önkényes telekfoglalással. Isztambul külső negyedeiben található belőlük a legtöbb, de más nagyobb török városokban is problémát jelentenek (Ankara, İzmir, Bursa). A legnagyobb veszélyük abban rejlik, hogy a nem megfelelő kivitelezés és a rossz minőségű anyagok miatt az épületek omlásveszélyesek, különösen földrengéskor. A városvezetés igyekszik felszámolni ezeket az illegális telepeket és modern lakótelepeket építeni a helyükre.

## Kulturális élet
Isztambul kulturális élete igen gazdag. A városban számos mozi, színház és harmincnál több múzeum található, van operaház, és több fesztivált is rendeznek a város területén. A három legismertebb az áprilisban tartott Isztambuli Nemzetközi Filmfesztivál, az 1987 óta kétévente megrendezett Nemzetközi Isztambuli Biennálé kiállítás, valamint az ország legnagyobb könnyűzenei fesztiválja, a Rock'n Coke.
Az oszmán időkben a kulturális élet a hamam, azaz törökfürdő köré kapcsolódott. Isztambul egyik legrégebbi és legszebb törökfürdője a Çemberlitaş Hamamı (1584), mely a Çemberlitaş téren található.
Koncerteket nem csak hagyományos koncerttermekben és stadionokban tartanak, hanem például olyan műemlékekben is, mint a római kori Rumelihisarı, a Topkapı palota, a Héttorony vagy éppen a Gülhane Park.

### Média
Az első török újság 1831. augusztus 1-jén jelent meg Takvim-i Vekayi címmel a Bâbıâli negyedben, amely az újságkiadás és általában a nyomtatott sajtó központja lett. Isztambul ma is a nyomtatott sajtó fővárosa Törökországban, számos hazai és külföldi lapot adnak itt ki, a hazai napilapoknak külön van isztambuli, ankarai és izmiri kiadása. A legnagyobb napilapok, melyeknek székhelye Isztambulban található, a Hürriyet, a Milliyet, a Sabah, a Radikal, a Cumhuriyet, és a Zaman. Több országos szórású illetve helyi csatorna is Isztambulban székel, például az MTV Türkiye, a Fox Türkiye, az NTV Türkiye, a Kanal D, az ATV Türkiye, a Show TV, a Star TV, a Cine5, a SKY Türk, a TGRT Haber, a Kanal 7 és mások.

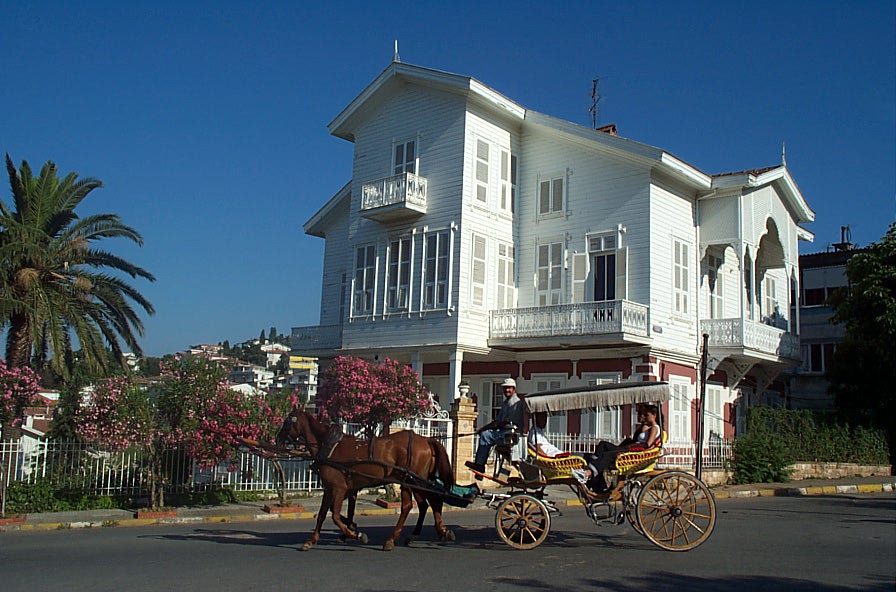
Büyükada, Herceg-szigetek

### Pihenés
Isztambul számos rekreációs lehetőséget nyújt, ezek egyike a már említett hamam, azaz törökfürdő. A fürdők mellett számos uszoda található a városban. A metropolisz közelében pedig olyan fürdőhelyek fekszenek, mint Silivri, Tuzla, Kilyos és Şile, amelyek hajóval rövid időn belül elérhetőek. Kedvelt célpont még a Herceg-szigetek is (Prens Adaları), mely a Márvány-tengeren található, Kartaltól délre, ahol 19. századi oszmán stílusban épített udvarházak várják a látogatókat. A szigeteken csak gyalogosan vagy lovaskocsival lehet közlekedni, a gépjárművek használata tilos. Híres és kedvelt a szigetek számos halétterme. A kilenc szigetből mindössze öt lakott, Eminönüből és Bostancıból lehet eljutni ide hajóval illetve komppal.

### Éjszakai élet
Isztambul éjszakai élete igen élénk és színes, a városban szinte 24 órán át lüktet az élet. A legnépszerűbb nyári szórakozóhelyek a Boszporusz partján találhatóak, ilyen a Reina, ahol a török hírességek is gyakran megfordulnak; a Sortie és az Anjelique. A Babylon, amely híres alternatív zenei ízléséről, és a Nu Pera Beyoğlu kedvelt klubjai, melyek télen-nyáron látogathatóak, az Istanbul Arena klubban pedig gyakran lépnek fel nemzetközi sztárok. A Parkorman klub volt a helyszíne az MTV 2002-es Isle of MTV Party-jának; a klub nyáron népszerű rave partikat is ad. A jazz kedvelői azortaköyi Q Jazz Bar-ban élvezhetik a műfaj kiváló előadóinak koncertjeit.

### Kávéházak, éttermek

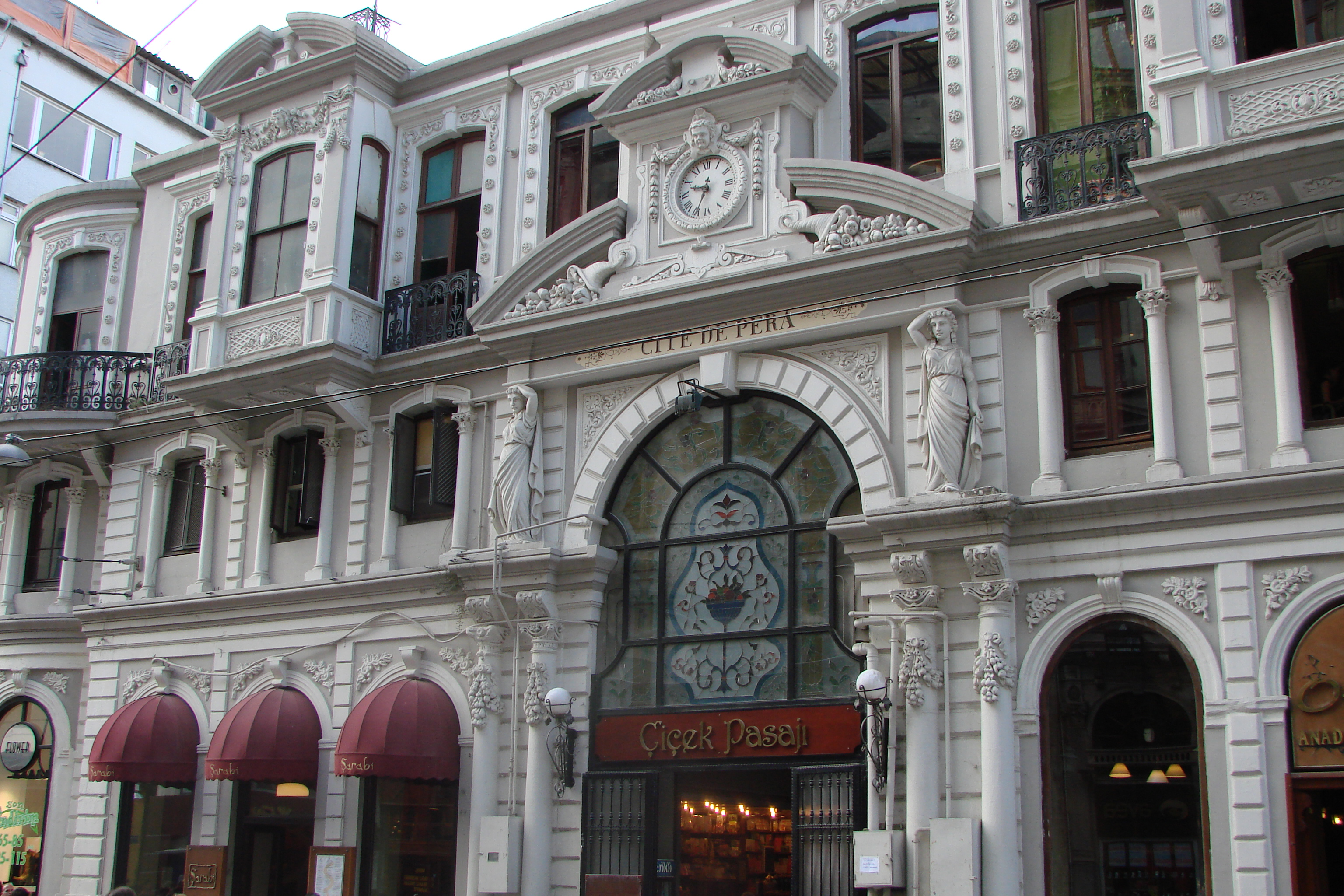
A Çiçek Pasajı az İstiklal sugárúton

A hagyományos török éttermeken kívül Isztambulban szinte mindenféle-fajta európai és távol-keleti konyhát megtalálhatunk.
A város legtöbb történelmi kocsmája és borháza az İstiklal sugárút környékén található Beyoğluban. Az 1876-ban megnyitott Çiçek Pasajı (Virágos átjáró; franciául Cité de Péra) az Isztiklálból nyílik, éttermekkel, kávézókkal és borházakkal tele. Az épület helyén eredetileg a szultánok által is szívesen látogatott Naum színház állt, ami az 1870-es nagy perai tűzben elpusztult. A tűz után a színházat a helyi görög bankár, Hristaki Zoğrafos Efendi vásárolta meg, a jelenlegi épületet az olasz építész, Zanno tervezte. Eleinte Cité de Pérának illetve Hristaki Pasajınak nevezték. Az első borház, amelyet itt nyitottak meg, Yorgo Borházának hívták. 1908-ban az oszmán vezír, Sait pasa lett a tulajdonos. Az 1917-es orosz forradalom után elszegényedett orosz nemeshölgyek itt árultak virágot. Az 1940-es években jobbára virágüzletek nyíltak itt, innen kapta az épület mai török nevét. 1988-ban felújították, ekkor ismét éttermek és borházak kaptak itt helyet.
Isztambul legrégebbi borházai a Pano, melyet Panayot Papadopoulos alapított 1898-ban; a Viktor Levi, amely 1914-ben nyílt meg, a Cumhuriyet Meyhanesi (Köztársasági Borozó), melyet az 1890-es években alapítottak és az 1930-as évek óta hívnak így; és az 1871-ben alapított Hazzopulo borozó',. A környéken található a Nevizade utca, a Tünel Pasajı és az Asmalımescit utca, ahol történelmi kocsmák sokasága sorakozik egymás mellett. Az Istiklal környéki kis utcákat nemrég újították fel, ilyen például a Cezayir utca, amit a külföldiek úgy ismernek, mint La Rue Française, azaz francia út, ahol francia éttermek, pubok, kávéházak kaptak helyet.
Isztambul híres a haléttermeiről, amelyeknek többségét helyi görögök hozták létre. Ilyen például a yeniköyi Aleko'nun Yeri a Boszporusz európai oldalán, vagy a Koço Restaurant az ázsiai oldalon, Kadıköyben. A legnépszerűbb haléttermek a Boszporusz és a Márvány-tenger mentén sorakoznak, az európai oldalon Kumkapı, Ortaköy, Kuruçeşme, Arnavutköy, Bebek, Rumelihisarı, Yeniköy, Kireçburnu és Sarıyer kerületekben, az anatóliai oldalon pedig Üsküdar, Kuzguncuk, Beylerbeyi, Kandilli, Anadoluhisarı és Çengelköy kerületeiben. Sok haléttermet találhatunk a Herceg-szigeteken is.
Isztambulban a kávézás nagyon régi szokás, az első kávéház a Kiva Han volt 1470-ben, az 1570-es években pedig már több mint 600 kávéház volt a városban. Az első kávéházakat a vallásos ügybuzgók nyomására betiltották, mert a kávét narkotikumnak tartották, ám a fekete folyadék hamarosan utat tört magának az emberek szívéhez. A török kávéházak pavilon-formájúak voltak, gyakran volt előttük kis terasz vagy veranda, bent párnákkal fedett, alacsony padokon foglaltak helyet a vendégek, akik kávézás közben sokszor vízipipáztak is. A legdivatosabb kávéházak társadalmi találkozóhelyként is funkcionáltak, az úriemberek itt vitatták meg a napi politikát, vagy csak beszélgettek. Ebből a szempontból az isztambuli kávéházakat tartják a párizsi kávéházak elődjének.

### Múzeumok
Isztambulban számos múzeum található, ezek egy része műemlék, mint például a Topkapı palota, a Yıldız palota, a Dolmabahçe palota, mások a mai napig is kereskedelmi helyként funkcionálnak, mint a Fedett Bazár vagy az Egyiptomi Bazár. A legtöbb múzeumot a 20. század elején, Atatürk rendelkezései alapján hozták létre. Isztambulban több Atatürk-múzeum is van, az egyik az a ház, ahol 1918-19 között lakott, a másik a Dolmabahçe palotában található szobája, ahová a köztársaság kikiáltása után költözött, és ahol meghalt.

### Európa kulturális fővárosa 2010
Péccsel és Essennel együtt Isztambul 2010-ben az „Európa kulturális fővárosa” címet birtokolta. Isztambul Európai Uniós támogatásokkal együtt összesen 150 millió eurós költségvetésből gazdálkodva szervezte meg a 2010-es év programjait. A „kulturális főváros” számos épületet felújított, köztük a Hagia Szophiát, a Topkapı palotát és a Szulejmán-mecsetet. Ugyancsak felújították a Taksim téren álló Atatürk Kulturális Központot, melynek egyik oldala digitális kivetítőként is használható. Rendbe tették a hatalmas Gülhane-parkot és a régi városrész több utcáját. Elkészült egy 73 000 négyzetméteres óriási kulturális központ. Zeytinburnuban megnyitották az 1453 Történeti Múzeum elnevezésű múzeumot, ahol egy óriási, 20 méter magas és 2530 négyzetméter felületű, háromdimenziós körkép látható, amely Isztambul 1453-as elfoglalását ábrázolja. A város 2010-re a mozgáskorlátozottak akadálymentesítése érdekében is számos változtatást végzett, illetve ehhez a témához kapcsolódó, felvilágosító programokat rendezett.

## Vallási élete
Isztambul kozmopolita város, mindig is sokféle nemzetiségű és vallású emberek éltek itt együtt. Amikor a város az Oszmán Birodalom részévé vált, II. Mehmed létrehozta az ún. millet-rendszert, ami a lakókat nem nemzetiségük, hanem vallási hovatartozásuk szerint sorolta be, és létrejöttek olyan, korábban nem létező vallási intézmények is, mint a Konstantinápolyi Örmény Patriarchátus, a Konstantinápolyi Egyetemes Patriarchátus vagy a török főrabbi hivatala. A köztársaság kikiáltása után öt évvel, 1928-ban, a török alkotmány kimondta, hogy minden személynek joga van a saját vallását gyakorolni.

### Kereszténység

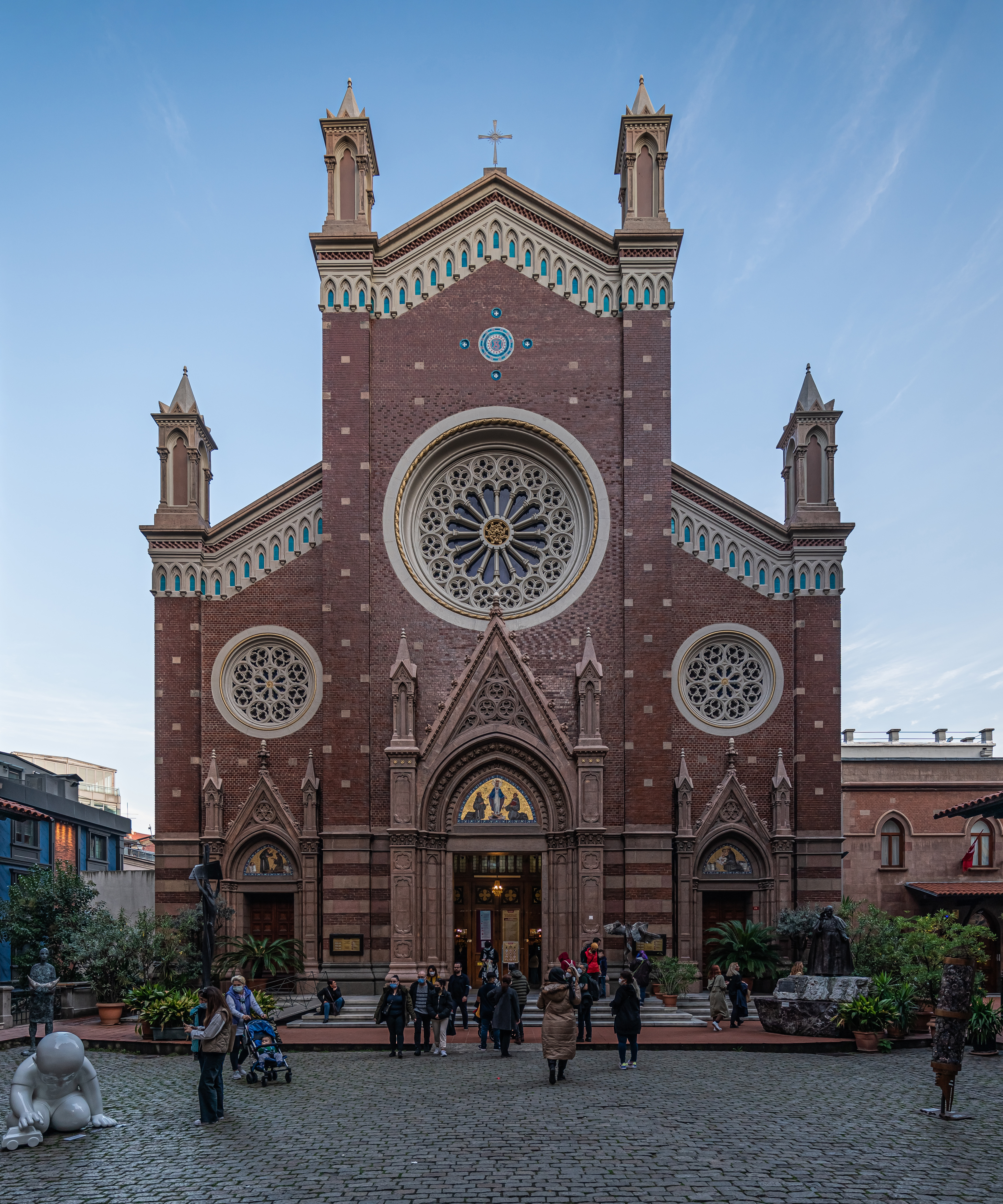
A Páduai Szent Antal-templom Isztambulban, az İstiklâl sugárúton

Isztambul a bizánci időkben keresztény volt, melynek emlékét a Hagia Szophia székesegyház őrzi mind a mai napig, s itt székel a görög ortodox pátriárka is. A városban több keresztény templom is található, például a Szent Heléna kápolna, a Szent György templom, az Anglikán templom Taksimban, vagy az Aya Triada. Isztambulban 35 örmény templomot tartanak számon, és számos keresztény temető is található. Bár az alkotmány rögzíti a vallásszabadság jogát, a 20. században a keresztények ellen többször is követtek el támadásokat és atrocitásokat a városban.
A velencei és genovai kereskedők, valamint a 19. század folyamán Olaszországból Isztambulba vándorló művészek és kézművesek leszármazottai római katolikus vallásúak. A 20. század fordulóján mintegy 40 ezer olasz katolikus élt a városban. 1832-33-ban a Velencei Köztársaság nagykövetének fiáról, Luigi Girittiről elnevezett Beyoğluban (bey oğlu: „a kormányzó fia”) élt Giuseppe Garibaldi is, aki megalapította a Società Operaia Italiana di Mutuo Soccorso-t (Az Olasz Munkások Kölcsönös Segélyszervezete), ami a mai napig is működik. A Török Köztársaság megalakulása után a város olasz közösségének mérete jelentősen csökkent, ennek fő oka a köztársaság új gazdaságpolitikája volt, miszerint visszavonták az európai kereskedőnek korábban járó kereskedelmi jogokat, illetve bizonyos szakmákban – főként a kézműves mesterségekben – külföldieknek tilos volt dolgozni. A második világháború alatt a kormány bevezette az ún. vagyonadót (varlık vergisi), ami leginkább a tehetős külföldieket sújtotta.
A városban élő keresztények főként ortodox vallásúak, (leginkább Fener negyedében), illetve örmény keresztények (Kumkapı negyed) és levantei keresztények (Nişantaşı és Beyoğlu).

### Judaizmus
Az Oszmán Birodalom korában a szultánok sok zsidó vallású embernek nyújtottak menedéket, különösen az üldöztetések korában. Az itt élők szabadon gyakorolhatták vallásukat, gyakran igen magas pozíciókba is eljutottak: több oszmán diplomata és udvari orvos is zsidó származású volt. A köztársaságban a zsidók kisebbségi jogokat kaptak, létrehozhatták saját iskoláikat és alapítványaikat, 1923 után mégis sokan hagyták el Isztambult közülük. Az 1930-as, 1940-es években a náci üldöztetés elől menekülve számos zsidó választotta menedékül a várost, legtöbbjük ma Balat negyedében él.
19. század óta jelenlevő askenázi (német) zsidók a közösség kisebb részét alkotják a többségi szefárdok mellett. Mindazonáltal a kivándorlás miatt számuk csekély: ma hozzávetőleg 22 000 izraelita él a városban.
A városban jelenleg 26 zsinagóga van, a legrégebbi ezek közül a 15. században épített Ahrida. Legnagyobbjuk, a Neve Shalom 1949-re készült el. Az askenáziak legismertebb ilyen épülete az Avusturya Sinagogu (osztrák zsinagóga).

### Iszlám

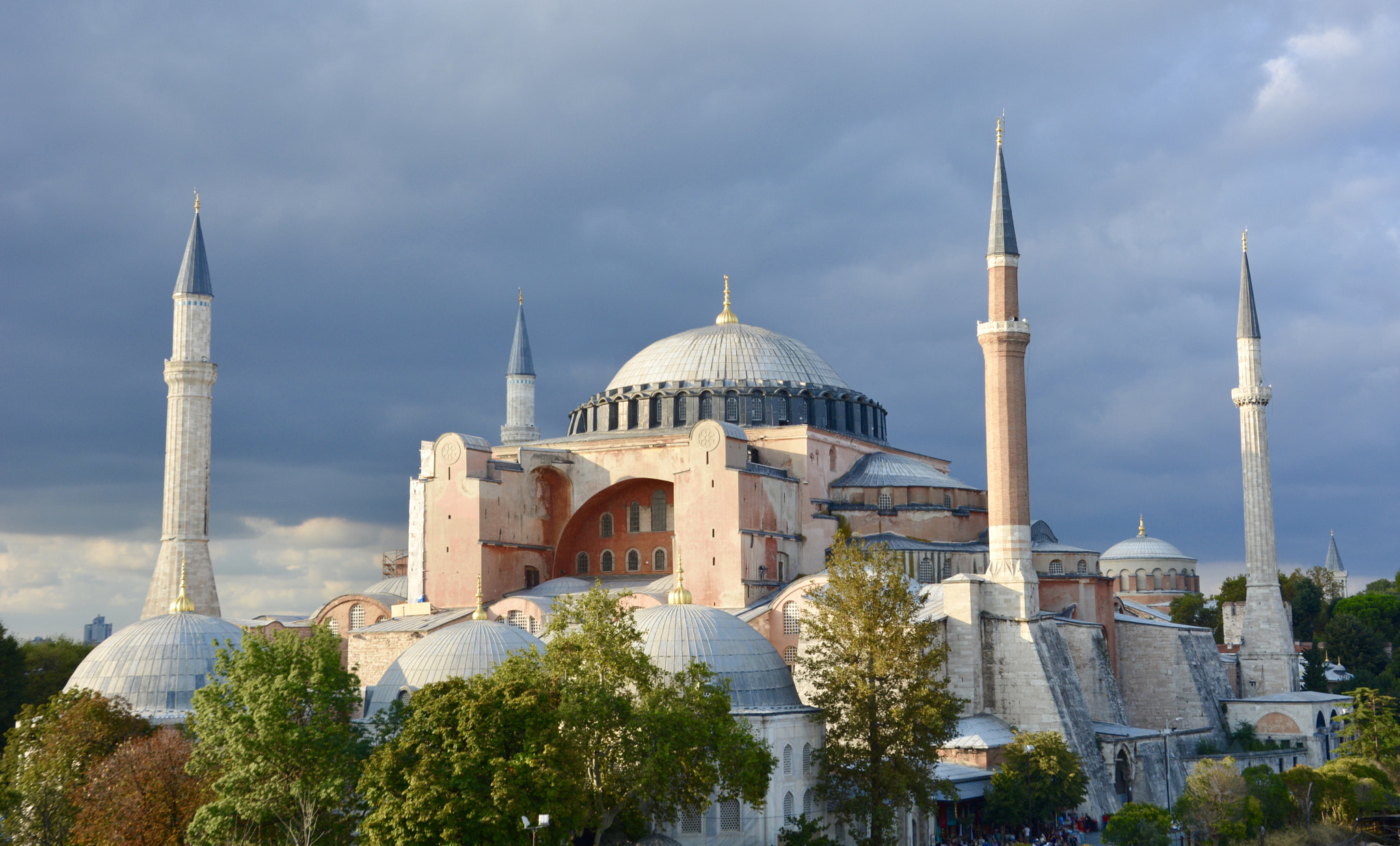
A Hagia Szophia

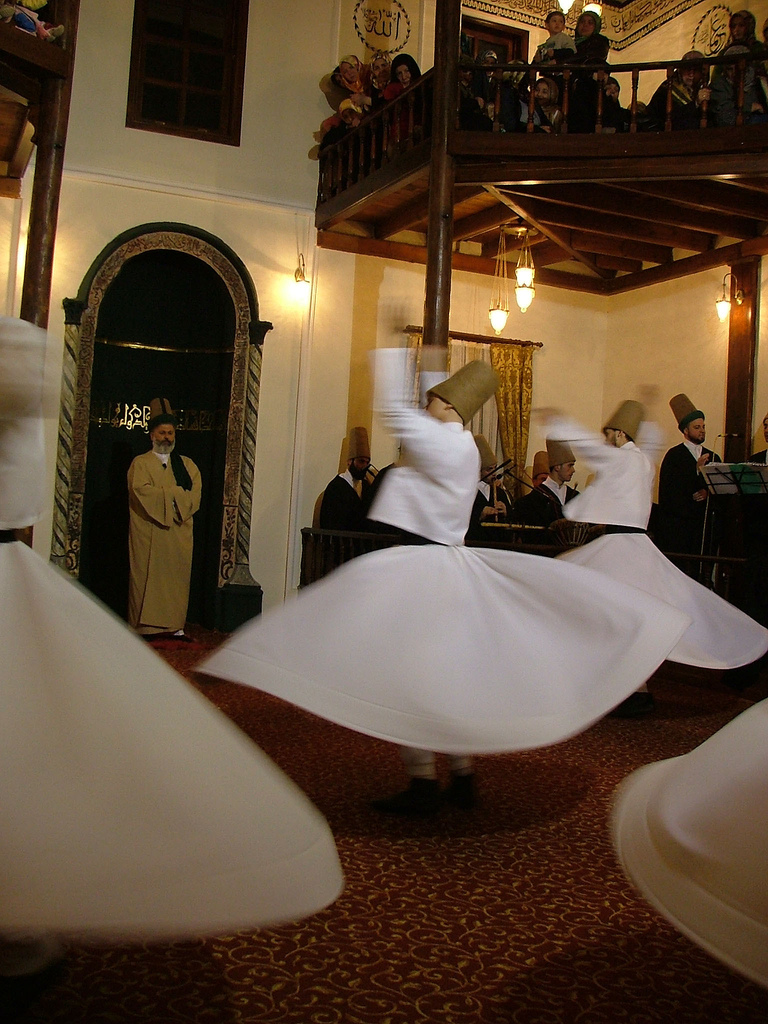
Kerengő dervisek, az iszlám szúfi ágához tartozó Mevlana-rendből

Amikor az oszmán uralkodók meghódították a várost, a hivatalos vallás az iszlám lett. Ennek nyomán a városban több mint 2000 mecset épült (a 2000-es adatok szerint 2562), a legtöbb mecset (184) Fatih negyedében található.
A város első mecsetét (Arap camii avagy az Arab mecset) az arabok emelték még 717-ben. A város mai területén az oszmánok Kadıköyben építették fel első mecsetjüket, amely területet 1353-ban, egy századdal Konstantinápoly bevétele előtt foglaltak el. Az európai oldal első mecsetjét a Rumelihisarı erőd falain belül II. Mehmed emeltette 1452-ben. A Boğazkesen mecset feltehetően az 1907-es földrengésben pusztult el, a város önkormányzata szeretné újjáépíttetni. Az első nagyszabású mecset, amit a város falain belül építettek, az 1458-ban épült Eyüp szultán mecset, az első birodalmi dzsámi pedig a Fatih-mecset volt 1470-ben, melyet az Apostolok temploma helyére építettek (a templomot lebontották). Mivel Konstantinápoly volt az iszlám kalifátus székhelye 1517 és 1924 között, ezért több iszlám ereklyét is találhatunk itt, például Mohamed próféta és az első kalifák több személyes tárgyát is a Topkapı palotában, az Eyüp szultán mecsetben és más mecsetekben őrzik.
A város legismertebb mecsetei: 
- a Kék mecset,
- a Szulejmán-mecset,
- az Eminönüben található Új mecset (Yeni Dzsámi),
- az Ortaköy-mecset (Büyük Mecidiye Camii),
- valamint a mecsetté átalakított, ma múzeumként funkcionáló Hagia Szophia székesegyház.

### Temetők és híres síremlékek
Isztambulban három jelentős temető és számos további fontos síremlék található. Az európai oldalon, a bizánci falak mentén fekszik az Edirnekapı, az Aranyszarv-öböl partján pedig az Eyüp Sultan temető. Az ázsiai oldal nagy temetője a Karacaahmet. Mecidiyeköy keresztény temetőjében számos 1848-49-es magyar honvéd nyugszik.
A muszlimok előszeretettel keresik fel Józsué próféta sírját a város legmagasabb pontján, a Yuşa dombon. Kiemelkedően fontos továbbá Mohamed próféta kortársainak (például Abu Ajjúb al-Anszári vagy Amr bin al-Ász) sírjai Karaköyben, a bizánci falak mentén és az Eyüp Sultan kerületben. A későbbi korok muszlim „szentjei”, a velik sírjai is látogatottak. Közülük kiemelkedik Merkezefendi és Aziz Mahmut Hüdayi türbéje Üsküdarban.
Az első török nyomdát megalapító, kolozsvári származású Ibrahim Müteferrika türbéje a Török Irodalmi Múzeum udvarán, a Galata dombon található.

## Oktatás

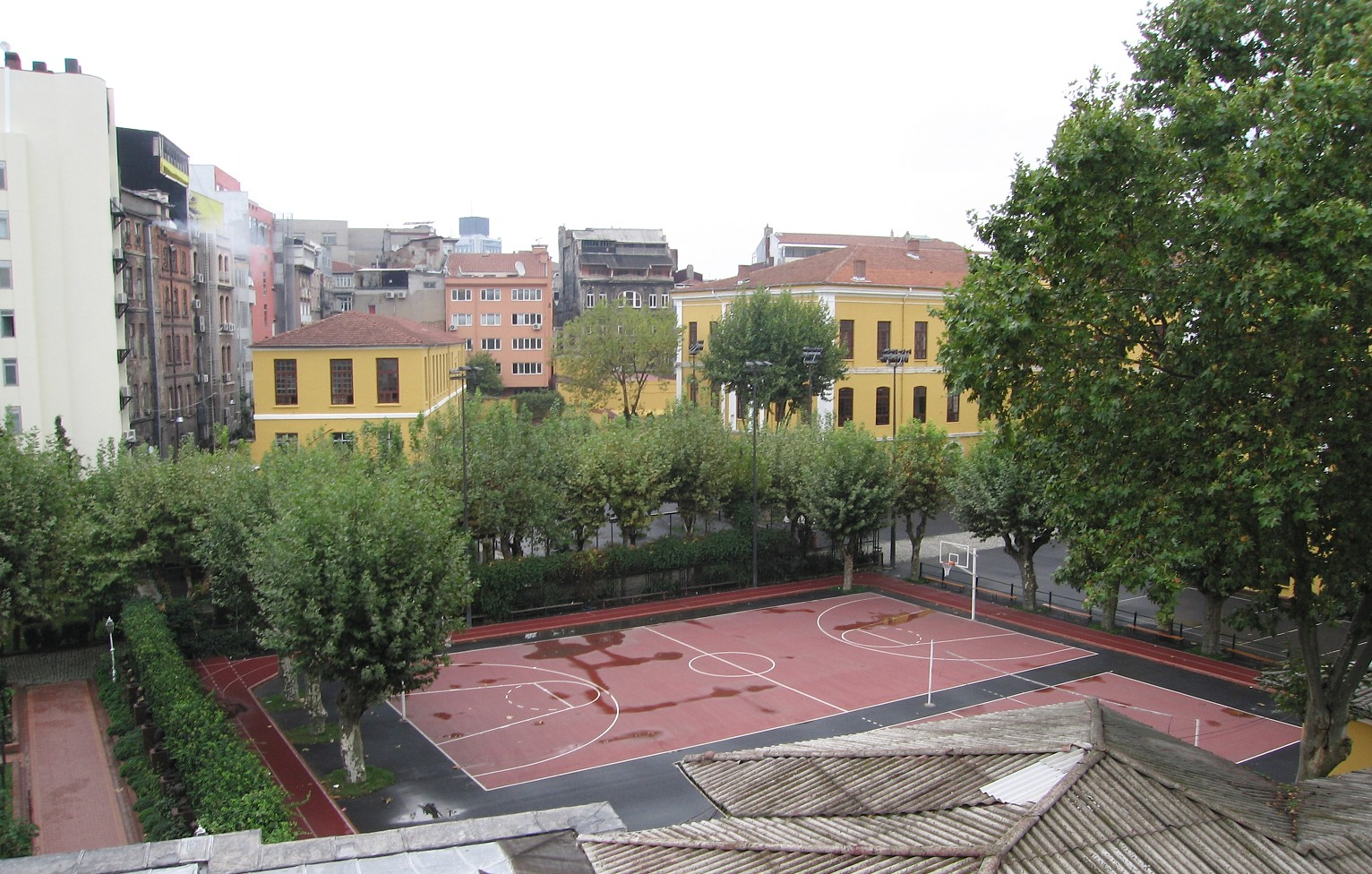
A Galatasaray Középiskola épülete

Törökország legnépesebb városának oktatási élete is élénk. Több száz magán és állami középiskola illetve több nagynevű egyetem is található itt.

### Középfokú oktatás
2000-ben a középiskolák (általános gimnáziumok és szakközépiskolák) száma a városban 611 volt. A város egyik legpatinásabb, legnagyobb tiszteletben tartott középiskolája a Galatasaray Lisesi, amely egyben az ország legrégebbi középiskolája is: 1481-ben alapították. A francia-török kéttannyelvű iskola Beyoğlu kerület Galata negyedében (az egykori Perában) található. Ebben a középiskolában végzett számos későbbi miniszterelnök, miniszter, híres író (Nâzım Hikmet), költő, zenész, sőt király is (I. Zogu, Albánia királya). A város másik nagy hírnevű középiskolája az Özel Alman Lisesi vagy Deutsche Schule Istanbul, mely a Galatasaray Lisesivel ellentétben magániskola, és 1868-ban alapították, ugyancsak Beyoğluban. A régen kifejezetten német kereskedők és diplomaták gyermekei számára alapított iskolából több sikeres török üzletember is kikerült, például Bülent Eczacıbaşı, az Eczacıbaşı Holding vezérigazgatója, vagy Haluk Kurosman, a GRGDN producere. Törökország legnépszerűbb magániskolája az amerikai alapítású Robert College, amely Isztambul Arnavutköy negyedében található. Az iskolát 1863-ban hozták létre, mai napig is az Egyesült Államok területén kívül található legrégebbi amerikai iskolaként tartják számon. Végzettei között van például Orhan Pamuk Nobel-díjas író, Halide Edib Adıvar írónő, Bülent Ecevit volt török miniszterelnök, valamint Törökország legnagyobb vállalatának, a Koç Holding tulajdonoscsaládjának tagjai is.

### Felsőfokú oktatás

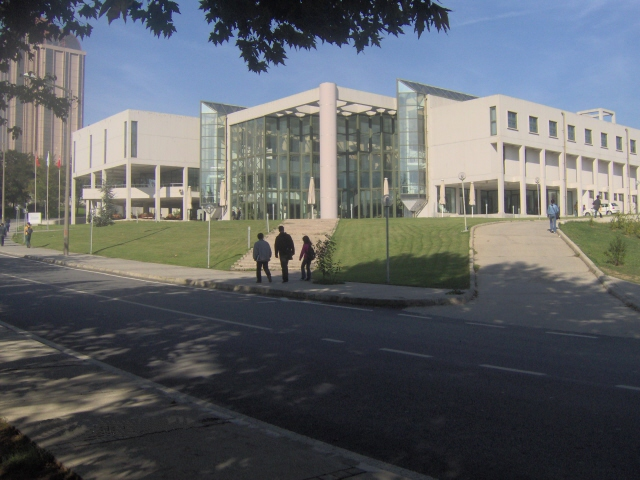
Az İTÜ egyik kampusza

Isztambulban 21 egyetem található, 7 állami és 14 magánegyetem. A város hét állami egyeteme közül négy az ország legjobb tíz egyetemének listáján is szerepel. 2005-ben egy kínai felmérés szerint az Isztambul Egyetem a világ 500 legjobb egyetemének listájában a 468. helyen szerepelt. A magánegyetemek közül kettőt Törökország két legsikeresebb családja, a több óriáscéget is birtokló Koç család és a Sabancı család alapított.
Isztambul állami egyetemei a következők:
- İstanbul Üniversitesi (İÜ) (Isztambuli Egyetem)
- İstanbul Teknik Üniversitesi (İTÜ) (Isztambuli Műszaki Egyetem)
- Boğaziçi Üniversitesi (Boszporusz Egyetem)
- Mimar Sinan Güzel Sanatlar Üniversitesi (Szinán Szépművészeti Egyetem)
- Marmara Üniversitesi (Marmara Egyetem)
- Yıldız Teknik Üniversitesi (Yıldız Műszaki Egyetem)
- Galatasaray Üniversitesi (Galatasaray Egyetem)

## Turizmus
Isztambul történelmének sokszínűsége, látnivalóinak, műemlékeinek száma, illetve a gyönyörű boszporuszi kilátás miatt a turisták kedvenc célpontja. Isztambul önkormányzatának statisztikái szerint 2000-ben csaknem kétmillió turista látogatott a városba, többségében (208 000-en) németek, de a város népszerű az amerikai, angol, francia és orosz turisták körében is. 2006-ban az Atatürk nemzetközi repülőtéren és a Sabiha Gökçen nemzetközi repülőtéren keresztül az országba érkező turisták száma 5 millió 346 ezer volt, csaknem félmillióval több, mint 2005-ben.
A városban több ezer hotel és étterem, számos konferenciaterem áll az ide érkezők rendelkezésére. A város különösen vonzó a konferenciaszervezők számára, több nemzetközi szervezet is preferálja. A városban három különböző területet különböztethetünk meg, ahol konferenciaközpontok vannak: a Conference Valley (Istanbul Convention & Exhibition Center, Istanbul Hilton Convention & Exhibition Center, Military Museum Cultural Center, Cemal Reşit Rey Concert Hall); az Airport & Exhibition District (150 000 m²); illetve a város pénzügyi és gazdasági központja, ahol több konferenciaközpont is található. Az egyes konferenciaközpontok tömegközlekedéssel is jól megközelíthetőek, főként metróval.
Az Isztambulba érkező látogatókat általában mélyen érinti a város soknemzetiségű, nem mindennapi egyvelege:
Ezt a Konstantinápolyt már nem tudom, városnak írjam-e vagy országnak? mert én mását soha nem láttam. Nagyobb s jobb portust a tengeren az egész világon sem tartanak. Itt szakad össze sebes folyással a Fekete-tenger a Fejér-tengerrel éppen a török császár várának éppen alatta, mely a városnak dél felől ónozatjában van különkerítve, csak az fekszik annyi helyen, mint Szeben városa Erdélyben; szép hegyeken mind ónosok aranyos hegyű kéményes palotái. A hegynek a Fejér- és Fekete-tenger felől való oldalait befedték a sok zöld ciprusfák, cédrusfákkal néhol elegyítve, mint az erdők. Belöl is a belső udvara rakva ciprusfákkal, úgy, hogy mindenkor mindenütt árnyékban járhat az udvar népe. Magának különös császári filegóriái egynéhány helyett, hogy mindenféle láthat, kiknek az oldalán zöld superlátok állanak, hogy a tengerek szelei, mikor nem akarja, ne érjék a császárt miattok. (részlet) – Komáromi János Konstantinápoly leírása (1697)

## Infrastruktúra

### Közlekedés
Isztambulban óriási gondokat okoz a közlekedés. A városban mintegy két és fél millió gépjármű található (ami Törökország összes gépjármű-állományának ⅓-a), és ez a szám naponta kb. 500-zal növekszik. A város hídjain naponta 400 000 gépjármű halad át. Isztambulban gyakoriak és hosszúak a forgalmi dugók, különösen a reggeli és az esti órákban.

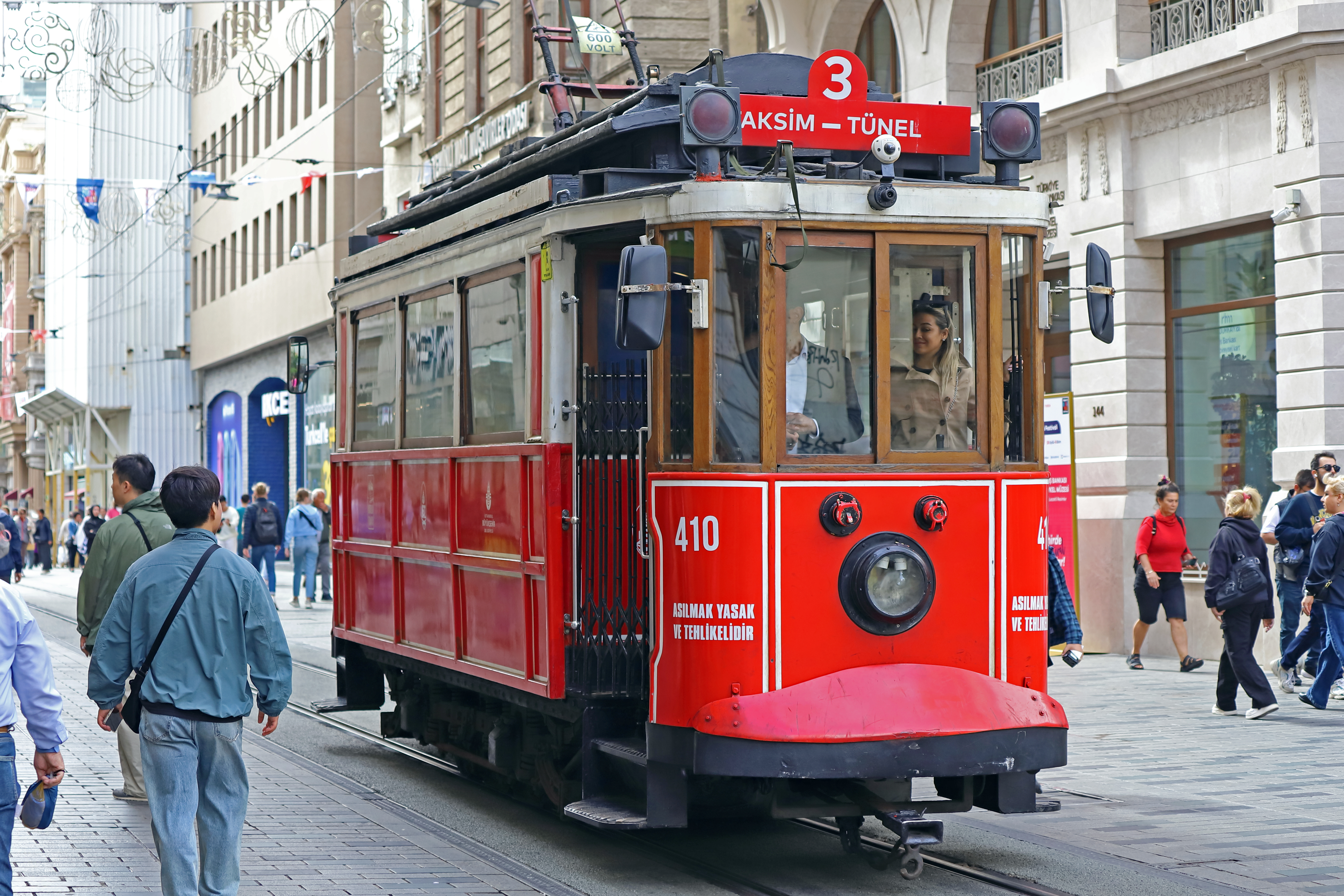
Isztambuli nosztalgiavillamos

A városban a hagyományos értelemben vett tömegközlekedés 1871-ben indult meg az első lóvasút üzembe állításával, bár 1851-ben már közlekedtek gőzhajók az európai és ázsiai oldal között, ami tekinthető egyfajta tömegközlekedési módnak. 1874-ben elindult a Tünel siklóvasút, 1914-ben pedig már elektromos villamosok közlekedtek a város európai oldalán.
Isztambul modern tömegközlekedésének meghatározó eleme a folyamatos fejlesztés alatt álló, 2017-ben öt működő vonallal rendelkező metró, amelynek hosszát 2019 után 1000 kilométerre tervezi kiterjeszteni a városvezetés. 2013-ban megnyitották a Boszporusz alatt futó Marmaray alagutat, melybe folyamatosan kapcsolják be az elővárosi vasútvonalakat (banliyö). A vasúthálózatot kiegészíti még a Tünel mellett a Taksim–Kabataş siklóvasút, valamint két libegő.
Isztambul autóbusz-hálózatát két cég működteti, 750 vonalon több mint 4000 járművel. A távolsági buszokat kiszolgáló legnagyobb pályaudvar az isztambuli buszpályaudvar. Isztambulban különleges gyorsbuszhálózat is működik, a Metrobus. A török városokra jellemző, fix útvonalon közlekedő dolmuşok Isztambulban is elterjedtek, kötött útvonalon közlekedő taxiként is funkcionálnak.
A vízi közlekedés fontos része a város mindennapi életének, a Boszporusz két partja között számos komp- és vízibusz közlekedik. Isztambult két nemzetközi repülőtér szolgálja ki, az államalapító Mustafa Kemal Atatürkről elnevezett Atatürk repülőtér a város európai oldalán, valamint az Atatürk fogadott lányáról, Sabiha Gökçenről elnevezett Sabiha Gökçen repülőtér az ázsiai oldalon. Egy harmadik, óriásreptér átadása 2018-ra várható.
Az isztambuli tömegközlekedési eszközökön Istanbulkarttal lehet fizetni, amely egy érintőkártyás okos-fizetőrendszer.

#### Távolsági buszok
Az óriási Büyük Otogar a Sultanahmet tértől 10 km-re északnyugatra található a Bayrampaşa kerületben. A belvárosból az LRT-vel a legegyszerűbb elérni. A 168 pénztár és kapu, saját metróállomás, boltok, szálloda és éttermek a buszállomást egy kisebbfajta várossá formálják. Buszok ezrei közlekednek innen Európa és Ázsia majd' minden pontjára. Ankarába például a nap mind a 24 órájában legrosszabb esetben is 15 percenként megy egy busz.

#### Vasúti közlekedés
Vasúton az Isztambul–Ankara nagysebességű vasúton lehet eljutni Ankarába. A város legnagyobb és leghíresebb pályaudvara a Sirkeci pályaudvar.

#### Légiközlekedés

Az Atatürk repülőtér

Isztambult két nemzetközi repülőtér szolgálja ki, az államalapító Mustafa Kemal Atatürkről elnevezett Atatürk repülőtér a város európai oldalán, valamint az Atatürk fogadott lányáról, Sabiha Gökçenről elnevezett Sabiha Gökçen repülőtér az ázsiai oldalon.
Az 1953-ban épült Atatürk repülőtér jelenlegi nevét 1985 óta viseli. A repülőtér nemzetközi termináljának kapacitása 25,5 millió utas évente, a belföldi terminálé pedig 12,8 millió. 2015-ben a nemzetközi terminál 41,9 millió utast fogadott, a belföldi forgalom pedig 19,3 millió utas volt. A repülőtér megközelíthető az M1-es metróval, az Atatürk Havalimani állomásnál, valamint a 96T jelű busszal Taksimból.
A Sabiha Gökçen repülőteret 2001-ben nyitották meg, 2016-ban 29,6 milliós utasforgalmat bonyolított, ebből 20,1 millió belföldi utas volt. A repülőtér forgalma 2011 óta megduplázódott. Megközelíthető több İETT-buszjárattal, valamint Havataş shuttlebuszokkal. Az M4-es metró hosszabbítása a repülőtérig folyamatban van.
Isztambulban egy harmadik, új repülőtér építése is megkezdődött Arnavutköyben, amelyet a világ legnagyobb repülőterének terveztek, 110 milliós utasforgalommal. Az első fázist 2018-ban tervezik átadni. Az új repülőtér megnyitásakor az Atatürk repülőteret bezárják.

#### Autópálya
Isztambul négy autópályával van összeköttetésben, ebből kettő, az O1 és az O2, körgyűrű (çevreyolu). Az O1 Osmaniye és Kadıköy között vezet, fizetni a Boszporusz hídnál kell. Az O2 autópálya kezdőpontja Bağcılar kerület Mahmutbey mahalléjánál található, végpontja Kadıköy Kozyatağı mahalléja, az autópálya a Győzedelmes Mehmed szultán hídon halad át. Az O3-as autópálya Edirnével, az O4-es autópálya Ankarával köti össze Isztambult. Az autópályák Otomatik Giriş Sistemi, azaz automatikus beléptetőrendszer alapján működnek, nem kell megállni a fizetéshez. Ez tulajdonképpen egy kis készülék, amit az autóra szerelnek, és amit elektronikusan lehet feltölteni kredittel. Amikor az autó elhalad az ellenőrző pont mellett, a rendszer érzékeli az OGS-készüléket, és a tulajdonos bankszámlájáról levonja az autópálya használati díjának megfelelő összeget. Az isztambuli Boszporusz-hidak is OGS rendszerrel működnek, emellett mágneskártya-elfogadó beléptetőkapuk is vannak. 2016 decemberében adták át az Eurázsia-alagutat. A kétszintes, tenger alatti autópálya 100 percről 15 percre csökkenti az átjutást a város európai és ázsiai oldala között.

#### Hidak

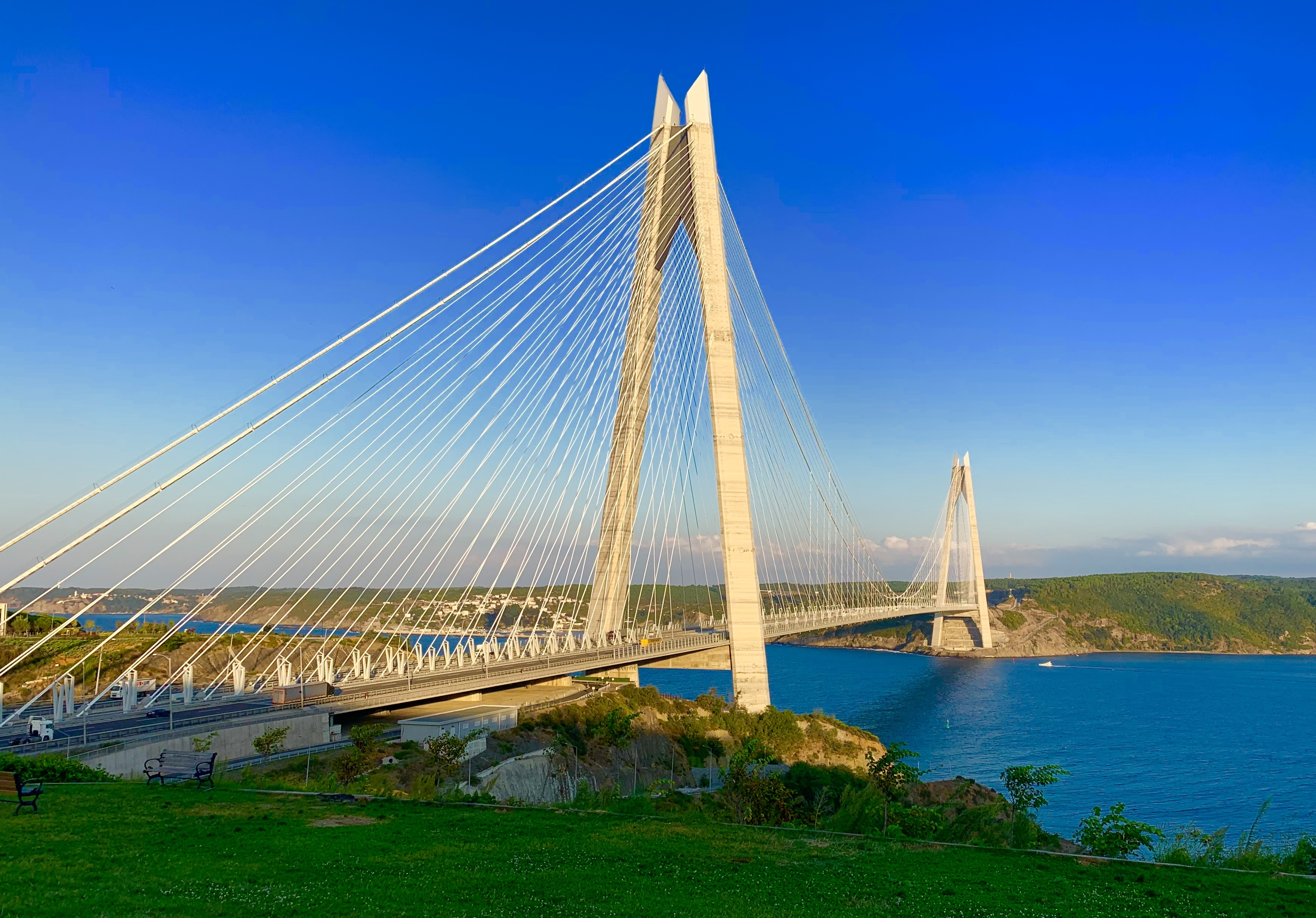
A Vitéz Szelim szultán híd

Isztambulban számos híd található, ezek egy része műemlék, mint például a Büyükçekmece híd, melyet a hagyomány Szinán mesternek tulajdonít, és amelyet I. Szulejmán kezdett építtetni, mikor Szigetvárig jutott hadjáratára indult. Ugyancsak műemlék a Bostancı híd, mely az oszmán időkben épült, 1709-ben egy viharban összeomlott, de nem sokkal később újjáépítették; a beşiktaşi Kemerli híd, amely a Dolmabahçe palotát hivatott összekötni a Yıldız-palota kertjével; vagy a 4. században épült Çobançeşme híd. Az Aranyszarv-öblön a Galata híd ível át, melynek eredetijét 1845-ben építették, a ma használatban lévő híd az ötödik Galata híd. Ázsiát Európával először a Köztársaság 50. évfordulójára, 1973-ban megépült Boszporusz híd kötötte össze, ma már a Győzedelmes Mehmed szultán híddal (Második Boszporusz-híd) és a Vitéz Szelim szultán híddal (Harmadik Boszporusz-híd) osztja meg a kontinensek közötti forgalmat, utóbbit 2016-ban avatták fel.

#### Kikötők
Isztambul Törökország legfontosabb tengeri kikötője, mivel a Boszporusz a Fekete-tenger egyetlen tengeri bejárata. Évente 57 000 hajó halad itt át, havonta átlagosan 5000. A nemzetközi egyezmények értelmében a húszezer tonnánál nehezebb hajók nem haladhatnak át a szoroson, éjjel pedig egyetlen hajó sem közlekedhet. A 20 000 tonnánál nagyobb repülőgép-anyahajók kiköthetnek Isztambulban, de nem haladhatnak át a Fekete-tengerre. Bár kikötőhelyek mind a két oldalon vannak, a legtöbb az ázsiai oldalon, Haydarpaşánál található, ahol mintegy 1987 méternyi rakpart húzódik. Az európai oldalon többek között a Dolmabahçe palota előtt lehet kikötni. Az Aranyszarv-öblön átívelő két hidat a hajnali órákban nyitják fel, a hajók ekkor haladhatnak át. Amikor a hidakat felnyitják, az Aranyszarv-öblön keresztben nem közlekedhetnek a személyszállító hajók. A boszporuszi hajóforgalom elérte kapacitása határát, nem tud több hajót fogadni, mint jelenleg. Évente körülbelül 8000 hajó szállít kőolajat illetve egyéb veszélyes szállítmányt.

### Egészségügy
Isztambulban számos állami és magánkórház, klinika, laboratórium és kutatóintézet működik. Sok közülük a legmodernebb felszerelésekkel rendelkezik, emiatt az utóbbi időben Isztambul a gyógyászati turizmus egyik célpontja lett, főként nyugat-európai országokból (Egyesült Királyság, Németország), nemcsak azért mert olcsó, hanem mert emberbarátibbnak is tartják a klinikákat. Különösen keresettek a lézeres szemműtétek és a plasztikai műtétek. A városnak van katonai kórháza is.
A levegő szennyezettségével összefüggő betegségek száma folyamatosan emelkedik a városban, különösen télen, a fűtéskor felszabaduló szennyeződések miatt. Isztambulban évről évre nő a gépjárművek száma, a tömegközlekedés viszont lassan fejlődik. A városban csupán 2006 elején vezették be az ólommentes benzin kötelező használatát.

### Közművek

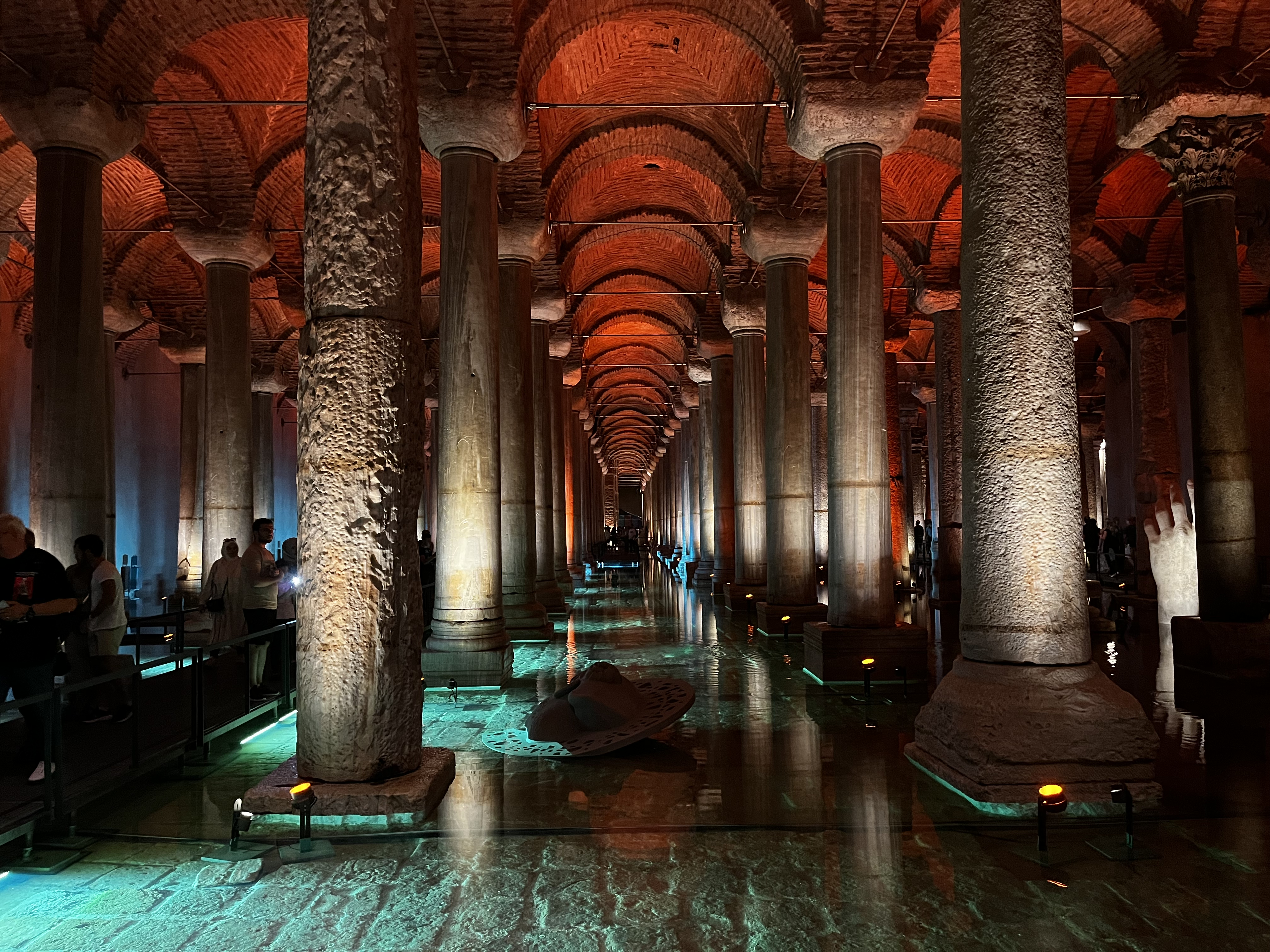
Bazilika Ciszterna

Isztambul első vízvezetékrendszerét nem sokkal alapítása után kiépítették. A római korszakban épült vízvezetékek közül a két legfontosabb a Mazulkemer vízvezető és a Valens vízvezető. Ezeket arra használták, hogy a város nyugati végében lévő Halkalıból a városközpontba (Forum Tauri) vezessék a vizet. Ezután a vizet a város számos ciszternájában gyűjtötték össze, mint amilyen a híres Bazilika Ciszterna (Yerebatan), vagy a Binbirdirek ciszterna. Nagy Szulejmán szultán a híres építészt, Szinánt bízta meg a város vízellátó rendszerének javításával. Ennek köszönhetően épült meg a Kırkçeşme Vízellátó Rendszer 1555-ben. Később nagyobb patakokból is vezettek el vizet, ezekkel főképp az egyre szaporodó számú, és egyre népszerűbb szökőkutakat táplálták.
A város víz- és szennyvízelvezető rendszerét egy állami szerv, az İSKİ irányítja. A rendszer jelenlegi kapacitása nem elegendő ahhoz, hogy ellássa az egyre növekvő lakosságú város egyre nagyobb szükségleteit. Nyaranta gyakran előfordul, hogy akár napokig is szünetel a vízellátás. A hotelek többségének és számos lakónegyednek saját víztartályai vannak, amelyeket ilyen szükséghelyzetek esetén használnak. Léteznek magáncégek is, akik tiszta vizet forgalmaznak.
Az áramellátást a szintén állami tulajdonú TEK biztosítja. A város első, elektromos áramot termelő, szénnel működő erőműve a Silahtarağa Termik Santrali volt, melyet 1914-ben alapítottak és 1983-ig működött. Ma múzeumként funkcionál.
Az Oszmán Birodalom Postaszolgálati és Távirati Minisztériumát 1840-ben hozták létre. Az első posta a Postahane-i Amire volt, az Új mecset mellett, a nemzetközi postaszolgálat 1876-ban indult. A török posta elnevezése PTT (posta-telefon-telegráf), logója sárga-kék. Törökországban a PTT-t szinte kizárólag levélküldeményekhez veszik igénybe, a csomagküldést magáncégek végzik. A nagy nemzetközi csomagküldő cégek – mint például a DHL – mellett számos hazai cég látja el a szolgáltatást, úgymint a Yurtiçi Kargo vagy az Aras Kargo.
Samuel Morse 1847-ben kapta meg a telegráf szabadalmát Isztambulban, magától I. Abdul-Medzsid szultántól a Beylerbeyi palotában, miután a szultán maga tesztelte a találmányt. Az első távíróvonal kiépítése még ugyanebben az évben megkezdődött, Isztambul és Edirne között. 1855-ben létrejött a Távati Iroda. 1881 júliusában kiépítették az első telefonvonalat a Postaszolgálati és Távirati Minisztérium és a Postahane-i Amire (Főposta) között. Az első, 50 vonalas telefonközponttal a Sirkeci Főposta büszkélkedhetett 1909-ben. E-mail-levelezést először 1984-ben lehetett folytatni Isztambul, Ankara, İzmir és Adana között; 1987-ben pedig Isztambulban tartották Európa első videokonferenciáját. Az első mobiltelefon-szolgáltatás 1986-ban indult.

## Sport

Istanbul Park Formula 1-es versenypálya

A római és bizánci időkben a legnépszerűbb sportesemény a harciszekérverseny volt, melyet a csaknem 100 000 fős befogadó képességű Hippodromban tartottak.
Ma a legnépszerűbb sportágak a labdarúgás, a kosárlabda és a kézilabda. A három nagy sportegyesület, a többféle szakosztályt is működtető Galatasaray S.K., a Fenerbahçe S.K. és a Beşiktaş J.K. mellett számos más olyan egyesület van, amelyik egy-egy sportágra specializálódott, ilyen például a kosárlabdában jeleskedő Efes Pilsen vagy a Fenerbahçe Ülkerspor; míg a kézilabdára az Eczacıbaşı Istanbul és a Vakifbank Günes S. Istanbul szakosodott.
Az Atatürk Olimpiai Stadion egy ötcsillagos UEFA-stadion, ahol gyakran tartanak atlétikai versenyeket is. A 80 000 férőhelyes stadion megfelel a Nemzetközi Olimpiai Bizottság, az IAAF, a FIFA és az UEFA legszigorúbb szabályozásainak is. 2005-ben itt tartották az UEFA-bajnokok ligája döntő mérkőzését. A 2009-es UEFA-kupa döntőjét pedig a Şükrü Saracoğlu Stadionban rendezték meg.
Isztambul több autó- és motorverseny házigazdája is, itt tartják a Formula–1 török nagydíjat, a MotoGP török nagydíját, a WTCC, a GP2 és a Le Mans Series (1000 km) versenyeket is az Istanbul Parkban. A Besenyei Pétert is sorai között tudó Red Bull Air Race Világkupának is van Isztambulban futama, melyet az Aranyszarv-öböl fölött tartanak.
A Boszporuszon és a Márvány-tengeren rendszeresen rendeznek vitorlázó és jachtversenyeket, az Aranyszarv-öbölben pedig evezőversenyeket. A Galatasaraynak, a Fenerbahçénak és a Beşiktaşnak, valamint a nagyobb egyetemeknek is van evezős csapata.
Az olyan sportágak, mint a golf, a lóverseny vagy a tenisz egyre népszerűbbek, Isztambulnak saját tenisztornája van, az Istanbul Cup. Az egyéni sportolás is kezd elterjedni, rengeteg ma már a fitneszklub és testépítő-terem a városban. Isztambulnak két nagy paintball klubja van; népszerűek a küzdősportok és a jóga is.
Isztambul pályázott a 2012. évi nyári olimpiai játékok rendezésére, ám az első körben kiesett. A törökök szerint ezzel a Nemzetközi Olimpiai Bizottság elmulasztott egy lehetőséget, hogy a játékok történetében először egy túlnyomó többségében muszlim ország legyen a házigazda, amivel hangsúlyozni lehetett volna az esemény békét és egyenlőséget hirdető elveit.
| Név                     | Sportág    | Alapítva | Bajnokság                     | Stadion                        |
| ----------------------- | ---------- | -------- | ----------------------------- | ------------------------------ |
| Beşiktaş J.K.           | Labdarúgás | 1903     | Szuperliga                    | Vodafone Park                  |
| Galatasaray S.K.        | Labdarúgás | 1905     | Szuperliga                    | Türk Telekom Arena             |
| Fenerbahçe S.K.         | Labdarúgás | 1907     | Szuperliga                    | Şükrü Saracoğlu Stadion        |
| İstanbul Başakşehir FK  | Labdarúgás | 1990     | Szuperliga                    | Başakşehir Fatih Terim Stadion |
| Beşiktaş Cola Turka     | Kosárlabda | 1903     | Török Kosárlabda Bajnokság    | BJK Akatlar Aréna              |
| Galatasaray Cafe Crown  | Kosárlabda | 1905     | Török Kosárlabda Bajnokság    | Ahmet Cömert Sportcsarnok      |
| Fenerbahçe Ülkerspor    | Kosárlabda | 1907     | Török Kosárlabda Bajnokság    | Abdi İpekçi Aréna              |
| Beykoz 1908             | Kosárlabda | 1908     | Török Kosárlabda Bajnokság    | R. Şahin Köktürk Spor Salonu   |
| Darüşşafaka S.K.        | Kosárlabda | 1914     | Török Kosárlabda Bajnokság    | Ayhan Sahenk Sport Hall        |
| Tekelspor               | Kosárlabda | 1941     | Török Kosárlabda Bajnokság    | Haldun Alagaş Sports Hall      |
| Anadolu Efes            | Kosárlabda | 1976     | Török Kosárlabda Bajnokság    | Abdi İpekçi Aréna              |
| Alpella                 | Kosárlabda | 2006     | Török Kosárlabda Bajnokság    | Caferağa Spor Salonu           |
| Eczacıbaşı              | Kézilabda  | 1977     | Török Női Kézilabda Bajnokság | Eczacıbaşı Spor Salonu         |
| Vakıfbank Güneş Sigorta | Kézilabda  | 1986     | Török Női Kézilabda Bajnokság | Haldun Alagaş Spor Salonu      |

## A művészetekben

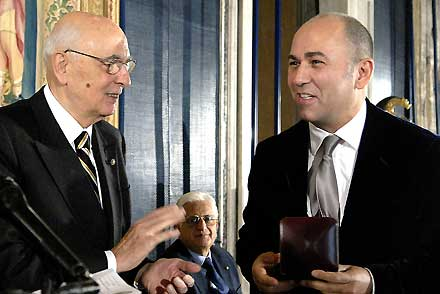
Az Olaszországban élő Ferzan Özpetek isztambuli születésű filmrendező (jobb) Giorgio Napolitano olasz köztársasági elnök (bal) társaságában

Isztambul számos irodalmi műben szerepel: itt játszódnak például a Nobel-díjas Orhan Pamuk regényei, illetve részben Agatha Christie Gyilkosság az Orient Expresszen című munkája is. Ezek közül – mint magyarul is hozzáférhető török munkák – megemlítendőek még Esmahan Aykol Boszporusz hotel című regénye, valamint İskender Pala Halál Babilonban, szerelem Isztambulban című műve is.
A város a filmművészetben is gyakran helyet kap. Néhány ismertebb, a városhoz kötődő török alkotás:
- Ferzan Özpetek: Törökfürdő;
- Crossing the Bridge: The Sound of Istanbul[129] (film Isztambul zenei világáról);
- Dokuz (Kilenc)[130] (krimi);
- Anlat Istanbul (Isztambuli mesék).[131]
- Ezel című török sorozat

Amerikai filmalkotások is köthetőek a városhoz, például az Oroszországból szeretettel (1963) és A világ nem elég (1999) című James Bond-filmek, az Elrabolva 2. (2012), vagy az Indiana Jones and the Emperor’s Tomb című számítógépes játék.
Említést érdemel még a Hungária együttes Isztambul című dala is.

## Isztambulhoz kötődő személyek
- Koray Candemir, énekes
- Sertab Erener, énekesnő
- Sezen Aksu, énekesnő
- Tarkan, énekes
- Murat Boz, énekes
- Szinán, építész
- Orhan Pamuk, író
- Nâzım Hikmet, író, költő
- Hadi Elazzi, üzletember, menedzser

## Testvérvárosok
Isztambul testvérvárosai (2022):
| - Almati, Kazahsztán - Ammán, Jordánia - Bangkok, Thaiföld - Barcelona, Spanyolország - Bejrút, Libanon - Bengázi, Líbia - Berlin, Németország - Buenos Aires, Argentína - Damaszkusz, Szíria - Durrës, Albánia - Dubaj, Egyesült Arab Emírségek - Dzsidda, Szaúd-Arábia - Gíza, Egyiptom - Houston, USA | - Jakarta, Indonézia - Johor Bahru, Malajzia - Kairó, Egyiptom - Kanton, Kína - Kartúm, Szudán - Kazany, Oroszország - Konstanca, Románia - Köln, Németország - Lahor, Pakisztán - Merv, Türkmenisztán - Mexikóváros, Mexikó - Nicosia, Ciprus - N’Djamena, Csád - Odessza, Ukrajna | - Os, Kirgizisztán - Plovdiv, Bulgária - Puszan, Dél-Korea - Rabat, Marokkó - Rio de Janeiro, Brazília - Sanghaj, Kína - Simonoszeki, Japán - Szarajevó, Bosznia-Hercegovina - Szentpétervár, Oroszország - Szkopje, Észak-Macedónia - Tbiliszi, Grúzia - Tebriz, Irán - Tunisz, Tunézia - Velence, Olaszország |

## Képek

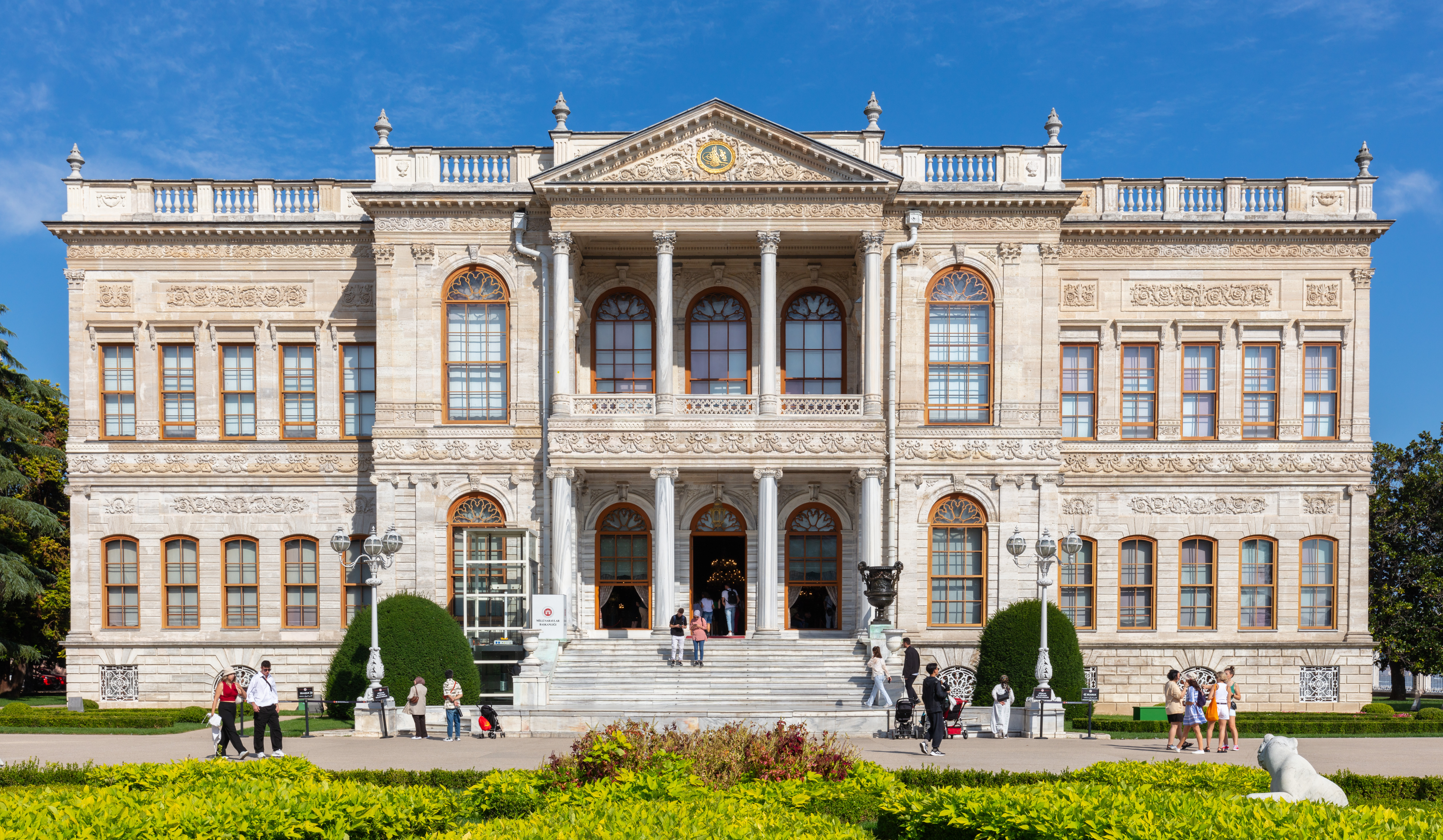
A Dolmabahçe palota bejárata
A Hagia Szophia székesegyház
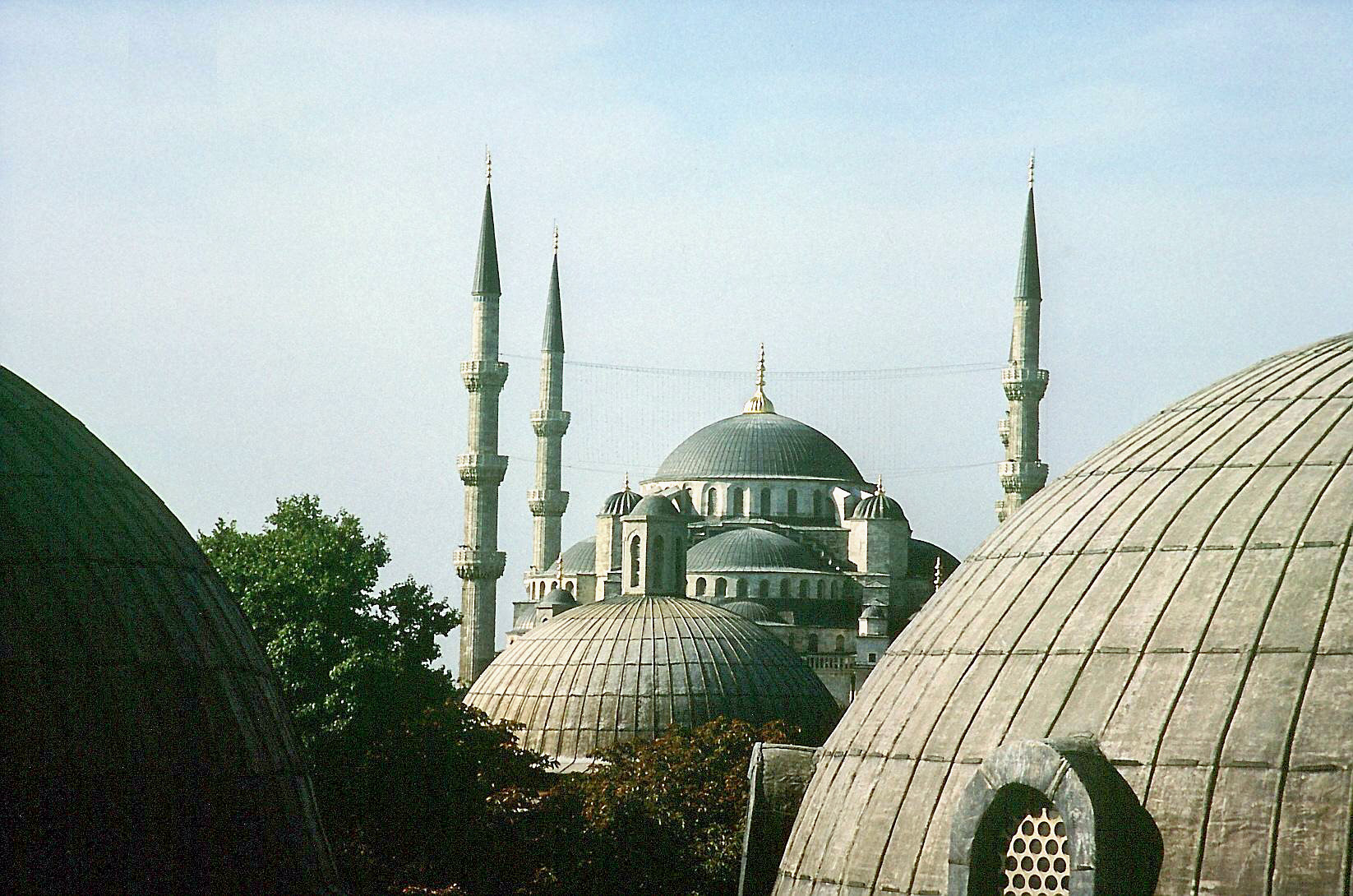
Ahmed szultán mecsetje
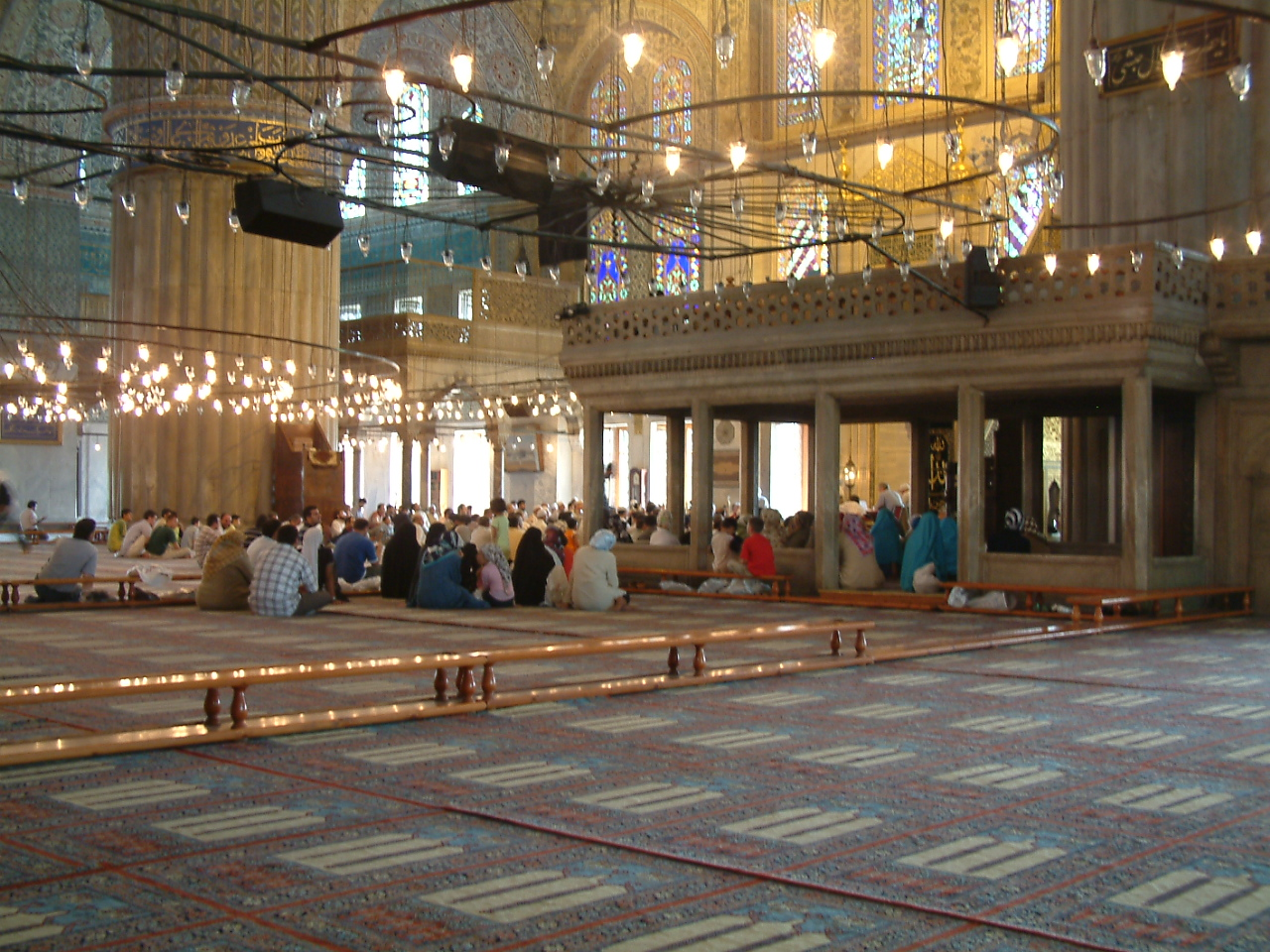
Az Ahmed szultán mecset belül
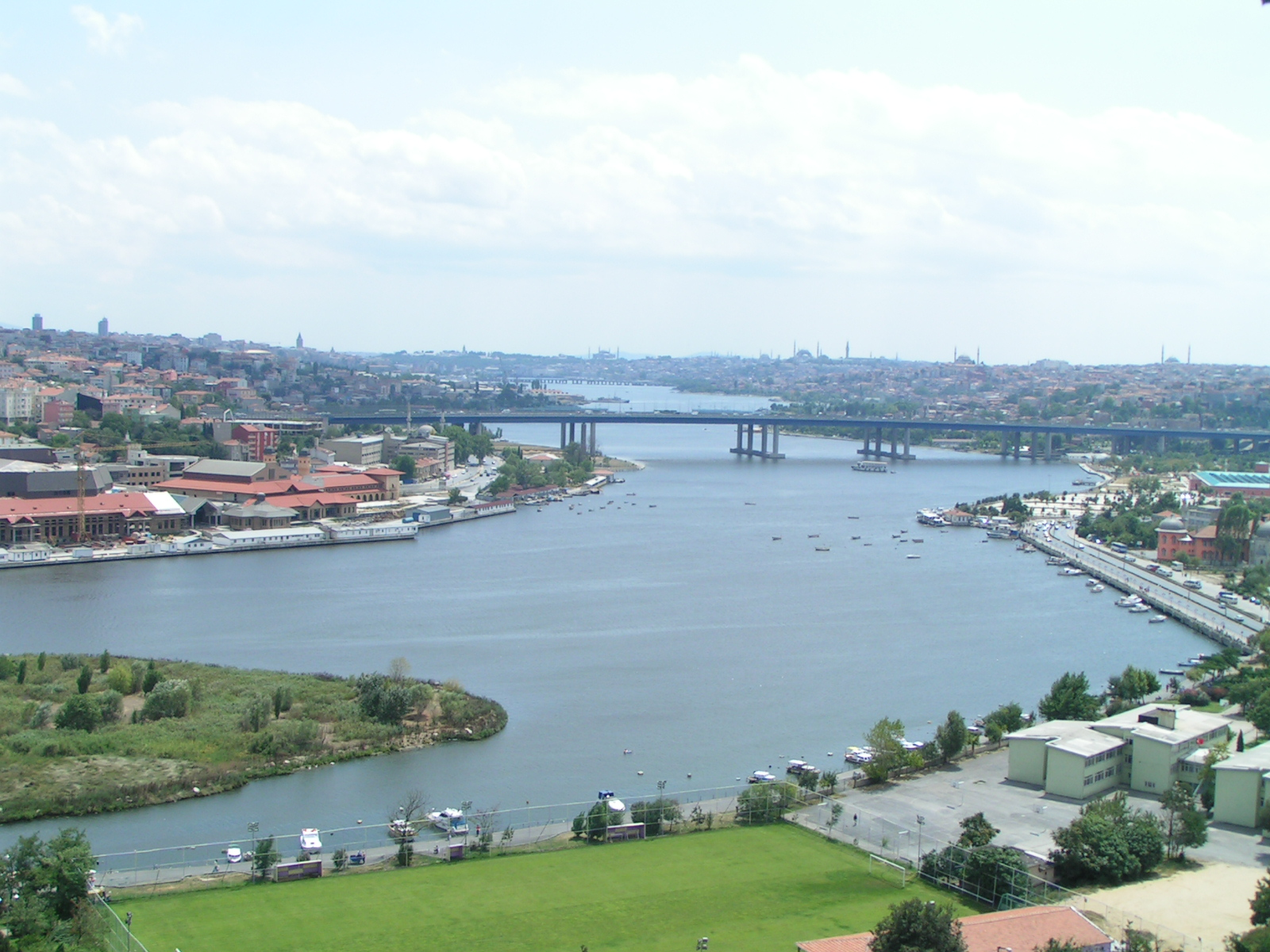
Az Aranyszarv-öböl látképe
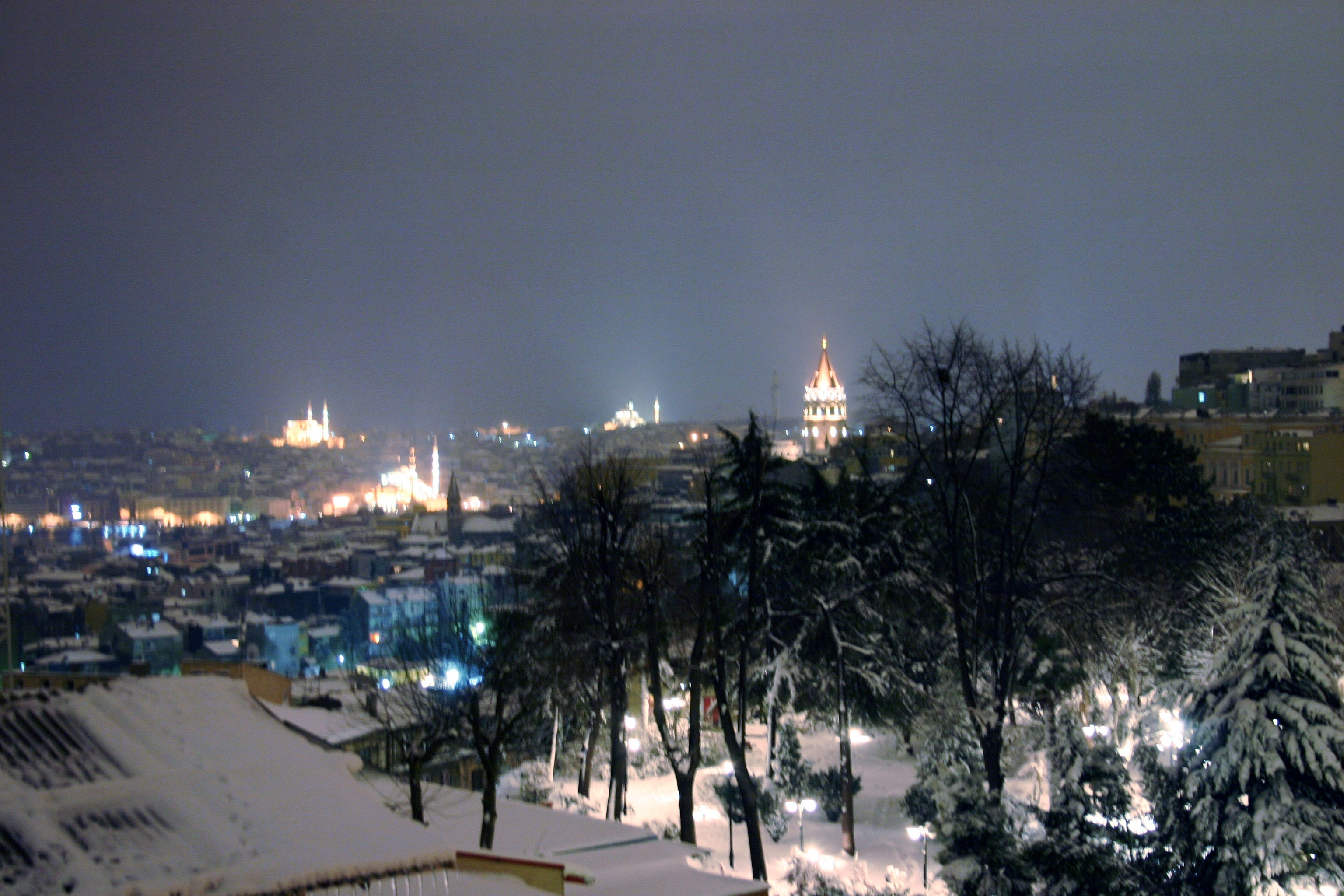
Isztambul este